# Protestantismo

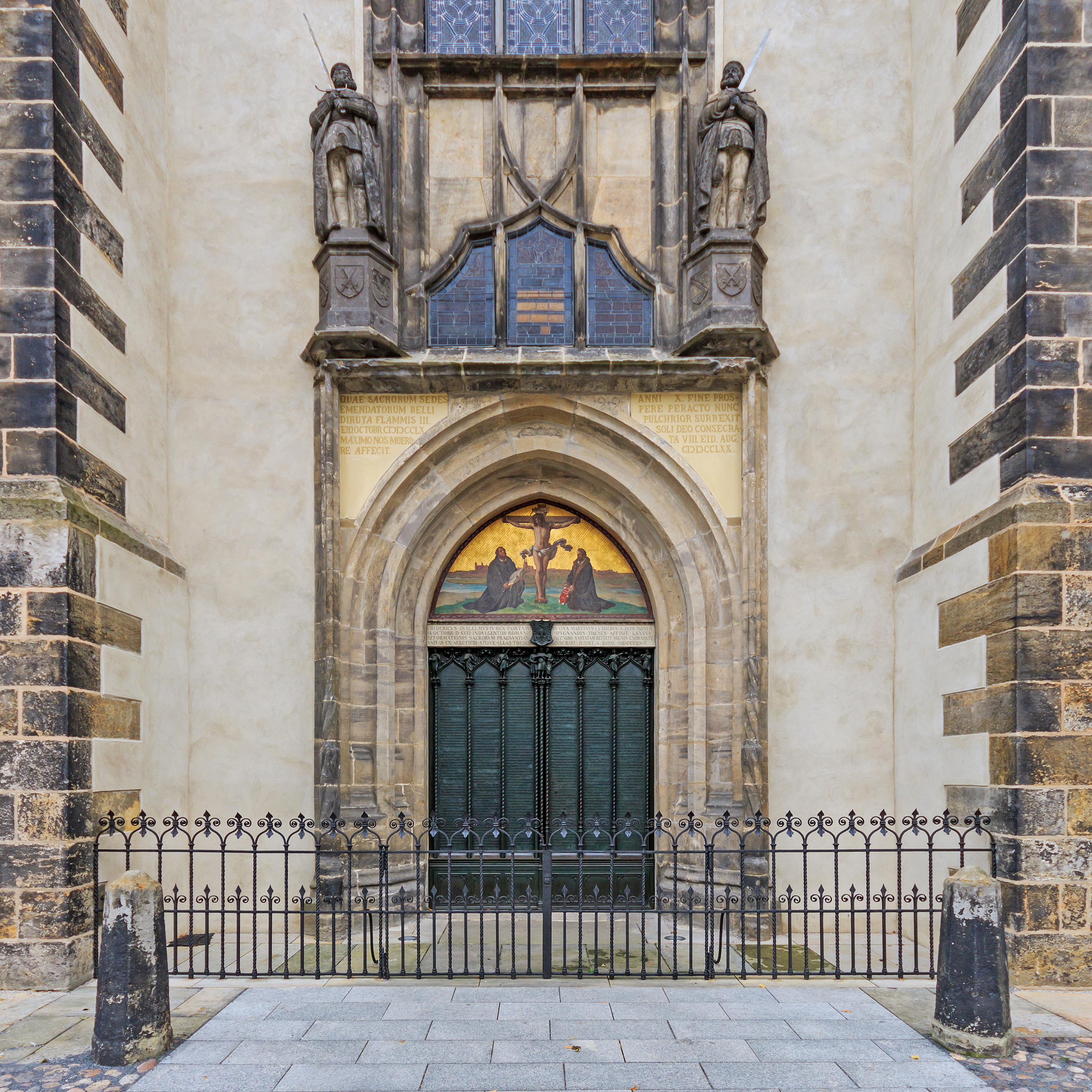
Porta exibindo as 95 teses na Igreja do Castelo de Vitemberga. Segundo a tradição, em 1517 Martinho Lutero pregou suas teses nesta porta, dando início à Reforma Protestante

Protestantismo é uma forma de cristianismo que se originou com a Reforma Protestante do século XVI, um movimento contra o que seus seguidores consideravam erros da Igreja Católica. Os protestantes rejeitam a doutrina católica romana da supremacia papal e dos sacramentos, mas discordam entre si quanto à presença real de Jesus na Eucaristia e em questões de política eclesiástica e sucessão apostólica. Eles enfatizam o sacerdócio de todos os crentes; a justificação somente pela fé (sola fide) em vez de boas obras; o ensino de que a salvação vem pela graça divina ou "favor imerecido" apenas, não como algo merecido (sola gratia); e afirmar a Bíblia como sendo a única autoridade máxima (sola scriptura ou apenas a escritura), em vez de também com a tradição sagrada. Os cinco solae resumem as diferenças teológicas básicas em oposição à Igreja Católica.
O protestantismo começou na Alemanha em 1517, quando Martinho Lutero publicou suas Noventa e cinco teses como uma reação contra os abusos na venda de indulgências pela Igreja Católica, que pretendia oferecer a remissão da pena temporal de pecados para seus compradores. O termo, entretanto, deriva da carta de protesto dos príncipes luteranos alemães em 1529 contra um édito da Dieta de Speyer condenando os ensinamentos de Martinho Lutero como heréticos. Embora tenha havido rupturas anteriores e tentativas de reformar a Igreja Católica — notadamente por Pedro Valdo, John Wycliffe e Jan Hus —, apenas Lutero conseguiu desencadear um movimento mais amplo, duradouro e moderno. No século XVI, o luteranismo se espalhou da Alemanha para a Dinamarca, Noruega, Suécia, Finlândia, Letônia, Estônia e Islândia. As igrejas calvinistas se espalharam na Alemanha, Hungria, Países Baixos, Escócia, Suíça e França por reformadores protestantes como João Calvino, Huldrych Zwingli e John Knox. A separação política da Igreja da Inglaterra do papa sob o reinado de Henrique VIII deu início ao anglicanismo, trazendo a Inglaterra e o País de Gales para este amplo movimento de reforma.
Hoje, o protestantismo constitui a segunda maior forma de cristianismo (depois do catolicismo), com um total de 800 milhões até 1 bilhão de adeptos em todo o mundo ou cerca de 37% de todos os cristãos. Os protestantes desenvolveram sua própria cultura, com grandes contribuições na educação, nas humanidades e nas ciências, na ordem política e social, na economia e nas artes e em muitos outros campos. O protestantismo é diverso, estando mais dividido teológica e eclesiasticamente do que a Igreja Católica, a Igreja Ortodoxa ou a Ortodoxia Oriental. Sem unidade estrutural ou autoridade humana central, protestantes desenvolveram o conceito de uma igreja invisível, em contraste com a Igreja Católica, a Igreja Ortodoxa Oriental, as Igrejas Ortodoxas Orientais, a Igreja Assíria do Oriente e a Igreja Antiga do Oriente, que todos se entendem como a única igreja original — a "única igreja verdadeira" —fundada por Jesus Cristo. Algumas denominações têm alcance e distribuição mundial, enquanto outras estão confinadas a um único país. A maioria dos protestantes são membros de um punhado de famílias denominacionais: adventistas, anabatistas, anglicanos/episcopais, batistas, calvinistas/reformados, luteranos, metodistas, morávios/hussitas, pentecostais, quakers e valdenses. Igrejas não denominacionais, carismáticas, evangélicas, independentes e outras estão em ascensão e constituem uma parte significativa do protestantismo.

## Terminologia
Seis príncipes do Sacro Império Romano e governantes de quatorze Cidades Livres Imperiais emitiram um protesto (ou dissidência) contra o édito da Dieta de Speyer (1529), foram os primeiros indivíduos a serem chamados de "protestantes". O édito reverteu as concessões feitas aos luteranos com a aprovação do Sacro Imperador Romano Carlos V três anos antes. O termo protestante, embora inicialmente de natureza puramente política, mais tarde adquiriu um sentido mais amplo, referindo-se a um membro de qualquer igreja ocidental que aderisse aos principais princípios protestantes. Qualquer cristão ocidental que não seja adepto da Igreja Católica ou da Igreja Ortodoxa Oriental é um protestante. Um protestante é um adepto de qualquer um dos corpos cristãos que se separaram da Igreja de Roma durante a Reforma, ou de qualquer grupo descendente deles.
A palavra evangélico (em alemão:  evangelisch), que se refere ao evangelho, foi amplamente usado por aqueles envolvidos no movimento religioso na Europa de língua alemã a partir de 1517.
Martinho Lutero nunca gostou do termo luterano, preferindo o termo evangélico, que era derivado de euangelion, uma palavra grega que significa "boas novas", ou seja, "evangelho".

## Teologia

### Princípios principais
Vários especialistas no assunto tentaram determinar o que torna uma denominação cristã parte do protestantismo. Um consenso comum aprovado pela maioria deles é que se uma denominação cristã deve ser considerada protestante, deve reconhecer os seguintes três princípios fundamentais do protestantismo.
Sola scriptura
A crença, enfatizada por Lutero, na Bíblia como a maior fonte de autoridade para a igreja. As primeiras igrejas da Reforma acreditavam em uma leitura crítica, embora séria, das escrituras e consideravam a Bíblia uma fonte de autoridade mais elevada do que a tradição da igreja. No início do século XX, uma leitura menos crítica da Bíblia se desenvolveu nos Estados Unidos, levando a uma leitura "fundamentalista" das Escrituras. Os fundamentalistas cristãos leem a Bíblia como a Palavra de Deus "inerrante e infalível", sem usar o método histórico-crítico. Metodistas e anglicanos diferem dos luteranos e reformados nesta doutrina porque ensinam prima scriptura, o que sugere que a Escritura é a fonte primária para a doutrina cristã, mas que "tradição, experiência e razão" podem nutrir a religião cristã, desde que existam em harmonia com a Bíblia.
O “cristianismo bíblico” focado em um estudo profundo da Bíblia é característico da maioria dos protestantes em oposição ao “cristianismo da Igreja”, focado na realização de rituais e boas obras, representado pelas tradições católica e ortodoxa. No entanto, os quakers e os pentecostais enfatizam o Espírito Santo e a proximidade pessoal com Deus.
Justificação
A crença de que os crentes são justificados ou perdoados pelo pecado, somente com a condição da fé em Cristo, ao invés de uma combinação de fé e boas obras. Para os protestantes, as boas obras são uma consequência necessária, e não uma causa de justificação. No entanto, embora a justificação seja apenas pela fé, existe a posição de que a fé não é nuda fides. João Calvino explicou que "somente a fé que justifica, mas a fé que justifica não está sozinha: assim como é o calor do sol que aquece a terra, mas no sol não está só." Os cristãos luteranos e reformados diferem dos metodistas em seu entendimento desta doutrina.
Sacerdócio universal dos crentes
O sacerdócio universal dos crentes implica o direito e o dever dos leigos cristãos não apenas de ler a Bíblia em língua vernácula, mas também de participar na administração e em todos os negócios públicos da Igreja. Opõe-se ao sistema hierárquico que coloca a essência e a autoridade da Igreja em um sacerdócio exclusivo e que faz dos sacerdotes ordenados os mediadores necessários entre Deus e o povo. Distingue-se do conceito de sacerdócio de todos os crentes, que não concedia aos indivíduos o direito de interpretar a Bíblia fora da comunidade cristã em geral, porque o sacerdócio universal abriu a porta para tal possibilidade. Há estudiosos que citam que esta doutrina tende a incluir todas as distinções na igreja sob uma única entidade espiritual. Calvino se referiu ao sacerdócio universal como uma expressão da relação entre o crente e seu Deus, incluindo a liberdade de um cristão vir a Deus por meio de Cristo sem mediação humana. Ele também afirmou que esse princípio reconhece Cristo como profeta, sacerdote e rei e que seu sacerdócio é compartilhado com seu povo.

### Trindade

A Trindade é a crença de que Deus é um Deus em três pessoas: o Pai, o Filho (Jesus) e o Espírito Santo. Na imagem, o Escudo da Trindade.

Os protestantes que aderem ao Credo Niceno acreditam em três pessoas (Deus Pai, Deus Filho e Espírito Santo) como um Deus. Alguns movimentos que emergiram na época da Reforma Protestante, mas não eram parte do protestantismo, por exemplo o unitarismo, também rejeitam a Trindade. Isso geralmente serve como uma razão para a exclusão do unitário-universalismo, do pentecostalismo unitário e de outros movimentos do protestantismo por vários observadores. O unitarismo continua marcando presença principalmente na Transilvânia, na Inglaterra e nos Estados Unidos, bem como em outros lugares.

### Cinco solas
As cinco solas são cinco frases em latim que surgiram durante a Reforma Protestante e resumem as diferenças básicas dos reformadores nas crenças teológicas em oposição ao ensino da Igreja Católica da época. A palavra latina sola significa "sozinho".
O uso das frases como resumos de ensino emergiu ao longo do tempo durante a Reforma, com base no princípio luterano e reformado abrangente de sola scriptura (somente pela Escritura). Essa ideia contém as quatro doutrinas principais da Bíblia: que seu ensino é preciso para a salvação (necessidade); que toda a doutrina necessária para a salvação vem somente da Bíblia (suficiência); que tudo o que é ensinado na Bíblia é correto (inerrância); e que, pelo Espírito Santo superando o pecado, os crentes podem ler e entender a verdade da própria Bíblia, embora o entendimento seja difícil, então o meio usado para guiar os crentes individuais para o verdadeiro ensino é frequentemente a discussão mútua dentro da igreja (clareza).
A necessidade e a inerrância eram ideias bem estabelecidas, recebendo poucas críticas, embora mais tarde tenham sido debatidas de fora durante o Iluminismo. A ideia mais controversa na época, porém, era a noção de que qualquer um poderia simplesmente pegar a Bíblia e aprender o suficiente para ganhar a salvação. Embora os reformadores estivessem preocupados com a eclesiologia (a doutrina de como a igreja funciona como um corpo), eles tinham uma compreensão diferente do processo em que as verdades das Escrituras eram aplicadas à vida dos crentes, em comparação com a ideia dos católicos de que certas pessoas dentro da igreja, ou ideias que eram antigas o suficiente, tinham um status especial em dar compreensão do texto.
O segundo princípio principal, sola fide (somente pela fé), afirma que a fé em Cristo é suficiente somente para a salvação e justificação eternas. Embora argumentado a partir das escrituras e, portanto, logicamente consequente ao sola scriptura, este é o princípio orientador da obra de Lutero e dos reformadores posteriores. Enquanto a sola scriptura colocou a Bíblia como a única fonte de ensino, a sola fide resume o impulso principal do ensino aos quais os reformadores queriam voltar, a saber, a conexão direta, íntima e pessoal entre Cristo e o crente, daí a contenção dos reformadores de que seu trabalho era cristocêntrico.
Os outros solas, como declarações, surgiram mais tarde, mas o pensamento que elas representam também fez parte do início da Reforma.
- Solus Christus

Os protestantes caracterizam o dogma a respeito do Papa como o representante de Cristo da Igreja na terra, o conceito de obras tornadas meritórias por Cristo e a ideia católica de um tesouro dos méritos de Cristo e seus santos como uma negação de que Cristo é o único mediador entre Deus e o homem. Os católicos, por outro lado, mantiveram o entendimento tradicional do judaísmo sobre essas questões e apelaram para o consenso universal da tradição cristã.
- Sola Gratia

Os protestantes perceberam que a salvação católica depende da graça de Deus e dos méritos de suas próprias obras. Os reformadores postularam que a salvação é um dom de Deus (isto é, o ato da graça gratuita de Deus), dispensado pelo Espírito Santo devido somente à obra redentora de Jesus Cristo. Consequentemente, eles argumentaram que um pecador não é aceito por Deus por causa da mudança operada no crente pela graça de Deus e que o crente é aceito sem consideração pelo mérito de suas obras, pois ninguém merece a salvação. [Matt. 7:21]
- Soli Deo Gloria

Toda a glória é devida somente a Deus, uma vez que a salvação é realizada unicamente por meio de sua vontade e ação — não apenas o dom da expiação todo-suficiente de Jesus na cruz, mas também o dom da fé nessa expiação, criada no coração do crente pelo Espírito Santo. Os reformadores acreditavam que os seres humanos — mesmo os santos canonizados pela Igreja Católica, pelos papas e pela hierarquia eclesiástica — não são dignos da glória.

### Presença de Cristo na Eucaristia

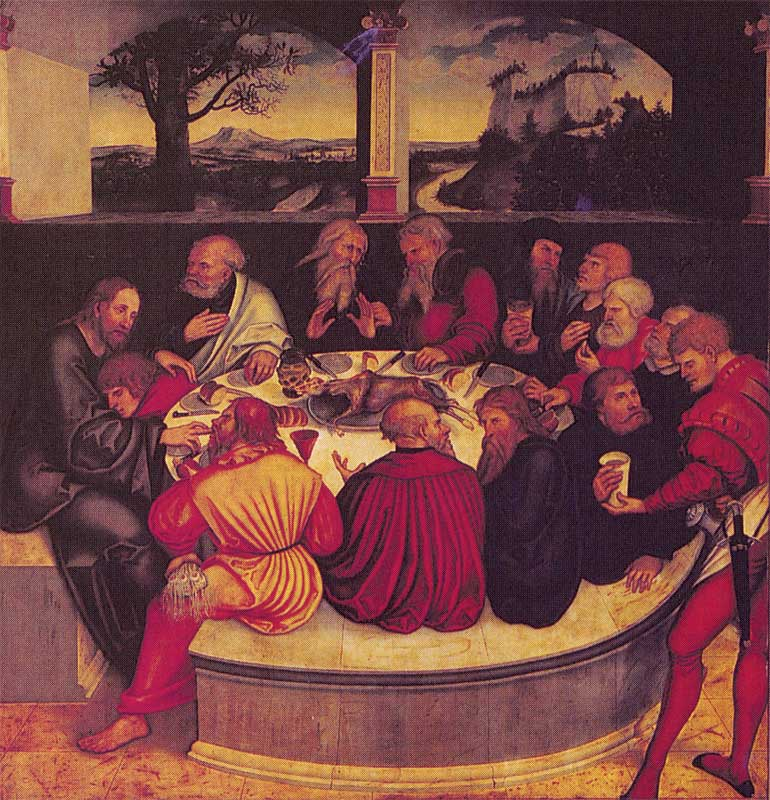
Uma representação luterana da Última Ceia por Lucas Cranach, o Velho, 1547

O movimento protestante começou a divergir em vários ramos distintos em meados do século XVI. Um dos pontos centrais de divergência foi a controvérsia sobre a Eucaristia. Os primeiros protestantes rejeitaram o dogma católico da transubstanciação, que ensina que o pão e o vinho usados no rito sacrificial da missa perdem sua substância natural ao serem transformados no corpo, sangue, alma e divindade de Cristo. Eles discordaram um do outro sobre a presença de Cristo e seu corpo e sangue na sagrada comunhão.
- Os luteranos afirmam que na Ceia do Senhor os elementos consagrados do pão e do vinho são o verdadeiro corpo e sangue de Cristo "na, com e sob a forma" de pão e vinho para todos aqueles que os comem e bebem,[32] uma doutrina que a Fórmula de Concord chama de união sacramental.[33] Deus oferece sinceramente a todos os que recebem o sacramento,[34] perdão dos pecados[35] e a salvação eterna.[36]
- As igrejas reformadas enfatizam a presença espiritual real, ou presença sacramental, de Cristo, dizendo que o sacramento é uma graça santificadora por meio da qual o crente eleito não participa realmente de Cristo, mas apenas com o pão e o vinho ao invés dos elementos. Os calvinistas negam a afirmação luterana de que todos os comungantes, tanto crentes quanto não crentes, recebem oralmente o corpo e o sangue de Cristo nos elementos do sacramento, mas, em vez disso, afirmam que Cristo está unido ao crente por meio da fé — para a qual a ceia é uma ajuda externa e visível. Isso geralmente é conhecido como presença dinâmica.
- Os anglicanos e os metodistas se recusam a definir a Presença, preferindo deixar um mistério.[37]
- Os anabatistas sustentam uma simplificação popular da visão zwingliana, sem se preocupar com as complexidades teológicas conforme sugerido acima, podem ver a Ceia do Senhor meramente como um símbolo da fé compartilhada pelos participantes, uma comemoração dos fatos da crucificação e um lembrete de sua posição conjunta como o corpo de Cristo (uma visão conhecida como memorialismo).[38]

## História

### Pré-Reforma

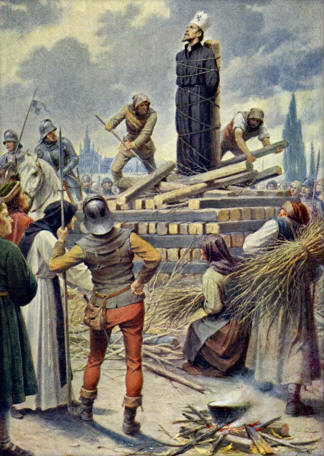
Execução de Jan Hus em 1415

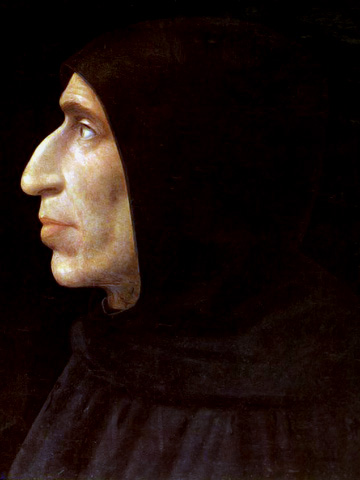
Frade dominicano italiano Girolamo Savonarola

No final da década de 1130, Arnaldo de Bréscia, um cânone regular italiano, tornou-se um dos primeiros teólogos a tentar reformar a Igreja Católica. Após sua morte, seus ensinamentos sobre a pobreza apostólica ganharam aceitação entre os arnoldistas e, mais tarde, mais amplamente entre os valdenses e os franciscanos espirituais, embora nenhuma palavra escrita sua tenha sobrevivido à condenação oficial. No início dos anos 1170, Pedro Valdo fundou os valdenses. Ele defendeu uma interpretação do Evangelho que levou a conflitos com a Igreja Católica. Em 1215, os valdenses foram declarados heréticos e sujeitos à perseguição. Apesar disso, o movimento continua existindo até hoje na Itália, como parte da tradição reformada mais ampla .
Na década de 1370, John Wycliffe — posteriormente apelidado de "Estrela da Manhã da Reforma" — iniciou sua atividade como reformador inglês. Ele rejeitou a autoridade papal sobre o poder secular, traduziu a Bíblia para o inglês vernáculo e pregou reformas anticlericais e centradas na Bíblia.
Começando na primeira década do século XV, Jan Hus — um padre católico, reformista e professor tcheco — influenciado pelos escritos de John Wycliffe, fundou o movimento hussita. Ele defendeu fortemente sua denominação religiosa reformista da Boêmia. Ele foi excomungado e queimado na fogueira em Constança, em 1415, por autoridades seculares por heresia impenitente e persistente. Após sua execução, uma revolta eclodiu. Os hussitas derrotaram cinco cruzadas contínuas proclamadas contra eles pelo Papa.
Mais tarde, as disputas teológicas causaram uma cisão dentro do movimento hussita. Os utraquistas afirmavam que tanto o pão quanto o vinho deveriam ser administrados ao povo durante a Eucaristia. Outra facção importante foram os taboritas, que se opuseram aos utraquistas na Batalha de Lipany durante as Guerras Hussitas . Havia dois partidos separados entre os hussitas: movimentos moderados e radicais. Outros ramoshHussitas regionais menores na Boêmia incluíam os adamitas e outros.
As Guerras Hussitas terminaram com a vitória do sacro imperador romano-germânico Sigismundo, seus aliados católicos e hussitas moderados e a derrota dos hussitas radicais. As tensões surgiram quando a Guerra dos Trinta Anos alcançou a Boêmia em 1620. O hussitismo moderado e radical foi cada vez mais perseguido pelos católicos e pelos exércitos do sacro imperador roman-germânico.
A partir de 1475, um frade dominicano italiano chamado Girolamo Savonarola passou a clamar por uma renovação cristã. Mais tarde, o próprio Martinho Lutero leu alguns dos escritos do frade e o elogiou como um mártir e precursor cujas ideias sobre fé e graça anteciparam a própria doutrina de Lutero da justificação pela fé somente.
Alguns dos seguidores de Hus fundaram a Unitas Fratrum — "Unidade dos Irmãos" — que foi renovada sob a liderança do Conde Nicolaus von Zinzendorf em Herrnhut, Saxônia em 1722, após sua destruição quase total na Guerra dos Trinta Anos e na Contrarreforma.

### Reforma

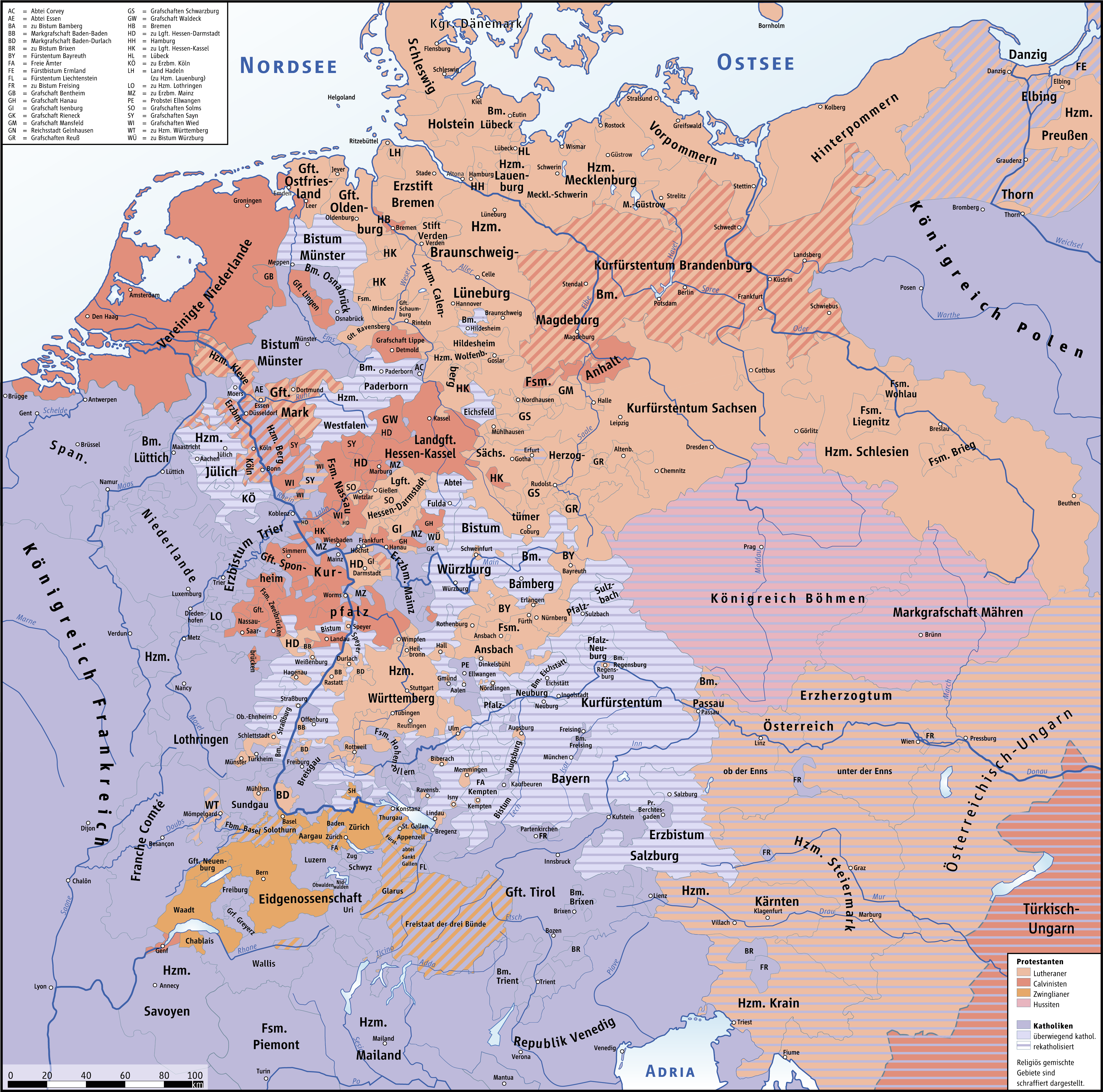
Distribuição do protestantismo e do catolicismo na Europa Central na véspera da Guerra dos Trinta Anos (1618)

Reforma Protestante em seu auge (1545-1620)

Após a Guerra dos Trinta Anos e a Contrarreforma

A Reforma Protestante começou como uma tentativa de reformar a Igreja Católica. Em 31 de outubro de 1517, dia de Halloween, Martinho Lutero supostamente pregou suas Noventa e cinco teses (Disputa sobre o poder das indulgências) na porta da Igreja de Todos os Santos em Wittenberg, Alemanha, detalhando os abusos doutrinários e práticos da Igreja Católica, especialmente a venda de indulgências. As teses debateram e criticaram muitos aspectos da Igreja e do papado, incluindo a prática do purgatório, julgamento particular e a autoridade papal. Lutero mais tarde escreveria obras contra a devoção católica à Virgem Maria, a intercessão e devoção aos santos, o celibato clerical obrigatório, o monaquismo, a autoridade do Papa, a lei eclesiástica, a censura e a excomunhão, o papel dos governantes seculares em questões religiosas, a relação entre o cristianismo e a lei, as boas obras e os sacramentos.
A Reforma foi um triunfo da alfabetização e da nova imprensa inventada por Johannes Gutenberg. A tradução de Lutero da Bíblia para o alemão foi um momento decisivo na disseminação da alfabetização e também estimulou a impressão e distribuição de livros e panfletos religiosos. De 1517 em diante, panfletos religiosos inundaram grande parte da Europa.
Após a excomunhão de Lutero e a condenação da Reforma pelo Papa, a obra e os escritos de João Calvino foram influentes no estabelecimento de um consenso frouxo entre vários grupos na Suíça, Escócia, Hungria, Alemanha e em outros lugares. Após a expulsão de seu bispo em 1526 e as tentativas malsucedidas do reformador de Berna, William Farel, Calvino foi solicitado a usar a habilidade organizacional que adquirira como estudante de direito para disciplinar a cidade de Genebra. Suas ordenanças de 1541 envolviam uma colaboração dos assuntos da Igreja com o conselho da cidade e um consistório para levar moralidade a todas as áreas da vida. Após o estabelecimento da academia de Genebra em 1559, a cidade se tornou a capital não oficial do movimento protestante, fornecendo refúgio para exilados protestantes de toda a Europa e educando-os como missionários calvinistas. A fé continuou a se espalhar após a morte de Calvino em 1563.
O protestantismo também se espalhou das terras alemãs para a França, onde os protestantes foram apelidados de huguenotes. Calvino continuou a se interessar pelos assuntos religiosos franceses de sua base em Genebra. Ele regularmente treinava pastores para liderar congregações ali. Apesar da forte perseguição, a tradição reformada fez progresso constante em grandes seções da nação, apelando para as pessoas alienadas pela obstinação e complacência do domínio católico. O protestantismo francês veio a adquirir um caráter nitidamente político, tornado ainda mais evidente pelas conversões de nobres durante a década de 1550. Isso estabeleceu as pré-condições para uma série de conflitos, conhecidos como as Guerras Religiosas, guerras civis que ganharam ímpeto com a morte repentina de Henrique II em 1559. Atrocidade e indignação se tornaram as características definidoras da época, ilustradas em sua forma mais intensa no massacre da noite de São Bartolomeu em agosto de 1572, quando o partido católico aniquilou entre 30 mil e 100 mil huguenotes em toda a França. As guerras só terminaram quando Henrique IV emitiu o Édito de Nantes, prometendo tolerância oficial à minoria protestante, mas sob condições altamente restritas. O catolicismo permaneceu a religião oficial do Estado e a sorte dos protestantes franceses declinou gradualmente ao longo do século seguinte, culminando no Édito de Fontainebleau de Luís XIV, que revogou o Édito de Nantes e tornou o catolicismo a única religião legal novamente. Em resposta ao Édito de Fontainebleau, Frederico Guilherme I, Eleitor de Brandemburgo declarou o Édito de Potsdam, dando passagem gratuita aos refugiados huguenotes. No final do século XVII, muitos huguenotes fugiram para a Inglaterra, Holanda, Prússia, Suíça e para as colônias ultramarinas inglesas e holandesas. Uma comunidade significativa na França permaneceu na região de Cevenas.
Paralelamente aos eventos na Alemanha, um movimento começou na Suíça sob a liderança de Huldrych Zwingli, um estudioso e pregador que em 1518 mudou-se para Zurique. Embora os dois movimentos concordassem em muitas questões de teologia, algumas diferenças não resolvidas os mantiveram separados. Um ressentimento de longa data entre os Estados alemães e a Confederação Suíça levou a um acalorado debate sobre o quanto Zwingli devia suas ideias ao luteranismo. O príncipe alemão Filipe de Hesse viu potencial na criação de uma aliança entre Zwínglio e Lutero. Uma reunião foi realizada em seu castelo em 1529, agora conhecido como o Colóquio de Marburg, que se tornou famoso por seu fracasso. Os dois homens não chegaram a um acordo devido à disputa sobre uma doutrina chave.
Em 1534, o rei Henrique VIII pôs fim a toda jurisdição papal na Inglaterra, depois que o Papa não anulou seu casamento com Catarina de Aragão; isso abriu a porta para ideias reformacionais. Os reformadores na Igreja da Inglaterra alternavam simpatias pela tradição católica antiga e princípios mais reformados, gradualmente desenvolvendo-se em uma tradição considerada um meio-termo (via media) entre as tradições católica e protestante. A Reforma Inglesa seguiu um curso particular, seu caráter distinto veio principalmente do fato de que ela foi impulsionada inicialmente pelas necessidades políticas de Henrique VIII, que decidiu remover a Igreja da Inglaterra da autoridade de Roma. Em 1534, o Ato de Supremacia reconheceu Henrique como o Único Chefe Supremo na Terra da Igreja da Inglaterra. Entre 1535 e 1540, sob a liderança de Thomas Cromwell, a política conhecida como Dissolução dos Monastérios foi posta em prática. Após uma breve restauração católica durante o reinado de Maria I, um consenso vago desenvolvido durante o reinado de Isabel I. O Acordo Religioso Elisabetano em grande parte transformou o anglicanismo em uma tradição eclesiástica distinta. O compromisso era difícil e era capaz de oscilar entre o calvinismo extremo, por um lado, e o catolicismo, por outro. Foi relativamente bem-sucedido até a Revolução Puritana ou Guerra Civil Inglesa no século XVII.
O sucesso da Contrarreforma no continente e o crescimento de um partido puritano dedicado a novas reformas protestantes polarizaram a era elisabetana. O movimento puritano inicial foi um movimento de reforma na Igreja da Inglaterra. O desejo era que a Igreja da Inglaterra se parecesse mais com as igrejas protestantes da Europa, especialmente de Genebra. O movimento puritano posterior, frequentemente referido como não conformista, acabou levando à formação de várias denominações reformadas.
A Reforma Escocesa de 1560 moldou decisivamente a Igreja da Escócia e culminou eclesiasticamente no estabelecimento de uma igreja segundo as linhas reformadas e, politicamente, no triunfo da influência inglesa sobre a da França. John Knox é considerado o líder da Reforma Escocesa. O Parlamento da Reforma da Escócia de 1560 repudiou a autoridade do papa pelo Ato de Jurisdição Papal de 1560, proibiu a celebração da Missa e aprovou uma Confissão de Fé Protestante. Isso foi possível graças a uma revolução contra a hegemonia francesa sob o regime da regente Maria de Guise, que governou a Escócia em nome de sua filha ausente.
Alguns dos ativistas mais importantes da Reforma Protestante incluíram Jacobus Arminius, Theodore Beza, Martin Bucer, Andreas von Carlstadt, Heinrich Bullinger, Balthasar Hubmaier, Thomas Cranmer, William Farel, Thomas Müntzer, Laurentius Petri, Olaus Petri, Philipp Melanchthon, Menno Simons, Louis de Berquin, Primož Trubar e John Smyth .
No decorrer dessa convulsão religiosa, a Guerra dos Camponeses Alemães de 1524–25 varreu os principados da Baviera, da Turíngia e da Suábia . Depois da Guerra dos Oitenta Anos nos Países Baixos e das Guerras Religiosas da França, a divisão confessional dos estados do Sacro Império Romano-Germânico acabou eclodindo na Guerra dos Trinta Anos entre 1618 e 1648. Ele devastou grande parte da Alemanha, matando entre 25% e 40% de sua população. Os principais princípios da Paz de Westfália, que encerrou a Guerra dos Trinta Anos, foram:
- Todas as partes agora reconheceriam a Paz de Augsburgo de 1555, pela qual cada príncipe teria o direito de determinar a religião de seu próprio estado, as opções sendo o catolicismo, o luteranismo e agora o calvinismo. (o princípio de cuius regio, eius religio)
- Os cristãos que viviam em principados onde sua denominação não era a igreja estabelecida tinham garantido o direito de praticar sua fé em público durante as horas designadas e em particular à sua vontade.
- O tratado também acabou com o poder político pan-europeu do papado. O Papa Inocêncio X declarou o tratado "nulo, inválido, inválido, iníquo, injusto, condenável, réprobo, fútil, vazio de significado e efeito por toda a eternidade" em sua bula Zelo Domus Dei. Soberanos europeus, católicos e protestantes, ignoraram seu veredicto.[45]

### Pós-Reforma
O Grande Despertar foi um período de renascimento religioso rápido e dramático na história religiosa anglo-americana. O Primeiro Grande Despertar foi um movimento evangélico e de revitalização que varreu a Europa protestante e a América britânica, especialmente as colônias americanas nas décadas de 1730 e 1740, deixando um impacto permanente no protestantismo americano. Resultou de uma pregação poderosa que deu aos ouvintes um senso de profunda revelação pessoal de sua necessidade de salvação por Jesus Cristo. Afastando-se do ritual, da cerimônia, do sacramentalismo e da hierarquia, tornou o cristianismo intensamente pessoal para a pessoa média, promovendo um profundo senso de convicção espiritual e redenção e encorajando a introspecção e um compromisso com um novo padrão de moralidade pessoal.

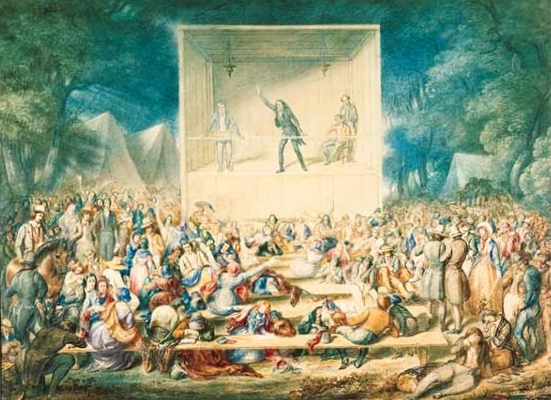
Reunião campal metodista de 1839 durante o Segundo Grande Despertar nos EUA

O Segundo Grande Despertar começou por volta de 1790. Ele ganhou impulso em 1800. Depois de 1820, o número de membros aumentou rapidamente entre as congregações batistas e metodistas, cujos pregadores lideraram o movimento. Já havia passado de seu pico no final da década de 1840. Foi descrito como uma reação contra o ceticismo, o deísmo e o racionalismo, embora não seja totalmente compreendido por que essas forças se tornaram suficientemente urgentes na época para provocar avivamentos. Ele conseguiu milhões de novos membros em denominações evangélicas existentes e levou à formação de novas denominações.
O Terceiro Grande Despertar se refere a um período histórico hipotético que foi marcado pelo ativismo religioso na história americana e se estende do final da década de 1850 ao início do século XX. Afetou denominações protestantes pietistas e teve um forte elemento de ativismo social. Ela ganhou força com a crença pós-milenista de que a Segunda Vinda de Cristo ocorreria depois que a humanidade reformasse toda a terra. Era filiado ao movimento evangelho social, que aplicou o cristianismo às questões sociais e ganhou força com o despertar, assim como o movimento missionário mundial. Novos agrupamentos surgiram, como os movimentos de santidade, nazareno e ciência Cristã.
O Quarto Grande Despertar foi um despertar religioso cristão que alguns estudiosos—mais notavelmente, Robert Fogel—dizem que ocorreu nos Estados Unidos no final dos anos 1960 e início dos anos 1970, enquanto outros observam a era após a Segunda Guerra Mundial. A terminologia é controversa. Sendo assim, a ideia de um Quarto Grande Despertar em si não foi geralmente aceita.
Um desenvolvimento notável no cristianismo protestante do século XX foi a ascensão do movimento pentecostal moderno. Vindo de raízes metodistas e wesleyanas, surgiu de reuniões em uma missão urbana na Rua Azusa em Los Angeles. De lá, ele se espalhou pelo mundo, levado por aqueles que ali vivenciaram o que acreditavam ser movimentos milagrosos de Deus. Essas manifestações semelhantes ao pentecostes têm estado constantemente em evidência ao longo da história, como visto nos dois Grandes Despertares. O pentecostalismo, que por sua vez deu origem ao movimento carismático dentro de denominações já estabelecidas, continua a ser uma força importante no cristianismo ocidental.
Nos Estados Unidos e em outras partes do mundo, tem havido um aumento marcante na ala evangélica das denominações protestantes e um declínio correspondente nas igrejas liberais convencionais. Na era pós-Primeira Guerra Mundial, o cristianismo liberal estava em ascensão e um número considerável de seminários ensinava também de uma perspectiva liberal. Na era pós-Segunda Guerra Mundial, a tendência começou a voltar ao campo conservador nos seminários e estruturas eclesiásticas dos Estados Unidos.
Na Europa, tem havido um movimento geral de afastamento da observância religiosa e da crença nos ensinamentos cristãos e um movimento em direção ao secularismo. O Iluminismo é o grande responsável pela disseminação do secularismo. Vários estudiosos têm defendido uma ligação entre o surgimento do secularismo e do protestantismo, atribuindo-o à ampla liberdade nos países de maioria protestante. Na América do Norte, América do Sul e Austrália a observância religiosa cristã é muito maior do que na Europa. Os Estados Unidos permanecem particularmente religiosos em comparação com outros países desenvolvidos. A América do Sul, historicamente católica, experimentou uma grande infusão evangélica e pentecostal nos séculos XX e XXI.

## Reforma Radical

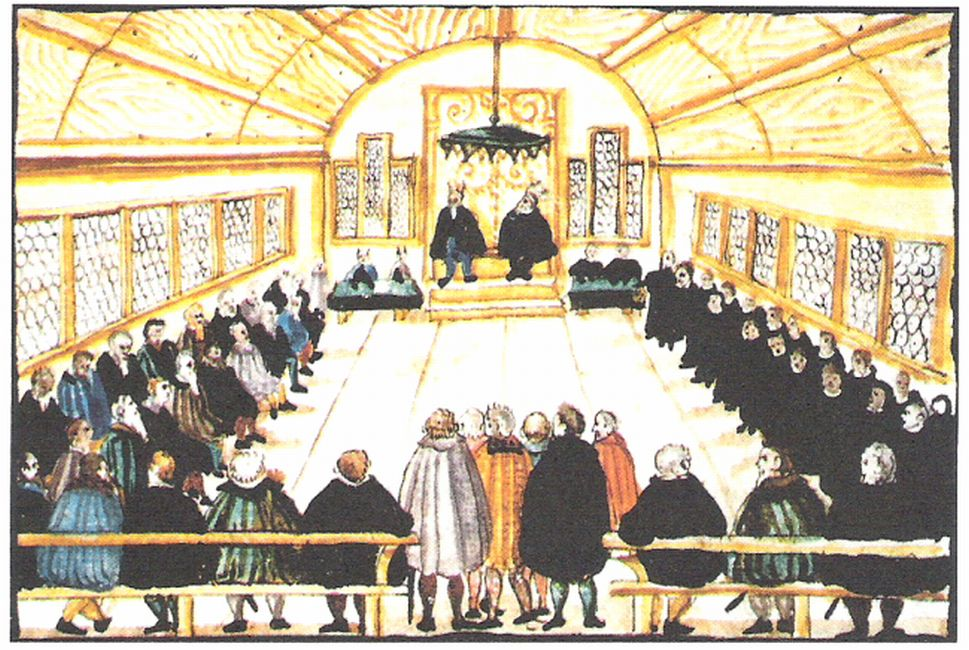
A insatisfação com o resultado de uma disputa em 1525 levou os irmãos suíços a se separarem de Huldrych Zwingli

Ao contrário dos movimentos luteranos, calvinistas e zwinglianos, a Reforma Radical, que não teve patrocínio estatal, geralmente abandonou a ideia da "igreja visível" como distinta da "igreja invisível". Foi uma extensão racional da dissidência protestante aprovada pelo Estado, que levou o valor da independência da autoridade constituída um passo adiante, argumentando o mesmo para a esfera cívica. A Reforma Radical não era a corrente principal, embora em partes da Alemanha, Suíça e Áustria, a maioria simpatizasse com a Reforma Radical, apesar da intensa perseguição que enfrentou tanto de católicos quanto de protestantes magisteriais.
Os primeiros anabatistas acreditavam que sua reforma deve purificar não apenas a teologia, mas também a vida real dos cristãos, especialmente suas relações políticas e sociais. Portanto, a igreja não deve ser sustentada pelo Estado, nem por dízimos e impostos, nem pelo uso da espada; o cristianismo era uma questão de convicção individual, que não podia ser imposta a ninguém, mas requeria uma decisão pessoal para isso. Líderes eclesiais protestantes como Hubmaier e Hofmann pregaram a invalidade do batismo infantil, defendendo o batismo como uma conversão posterior (batismo do crente). Esta não era uma doutrina nova para os reformadores, mas foi ensinada por grupos anteriores, como os albigenses em 1147. Embora a maioria dos reformadores radicais fosse anabatista, alguns não se identificavam com a tradição anabatista dominante. Thomas Müntzer esteve envolvido na Guerra dos Camponeses Alemães. Andreas Karlstadt discordou teologicamente de Huldrych Zwingli e Martinho Lutero, ensinando a não violência e recusando-se a batizar crianças, embora não rebatizasse crentes adultos. Kaspar Schwenkfeld e Sebastian Franck foram influenciados pelo misticismo e espiritualismo alemão.
Na opinião de muitos associados à Reforma Radical, a Reforma Magisterial não foi longe o suficiente. O reformador radical, Andreas von Bodenstein Karlstadt, por exemplo, referiu-se aos teólogos luteranos em Wittenberg como os "novos papistas". Visto que o termo "magister" também significa "professor", a Reforma Magisterial também é caracterizada por uma ênfase na autoridade de um professor. Isso fica evidente na proeminência de Lutero, Calvino e Zwínglio como líderes dos movimentos de reforma em suas respectivas áreas de ministério. Por causa de sua autoridade, eles eram frequentemente criticados pelos reformadores radicais como sendo muito parecidos com os papas romanos. Um lado mais político da Reforma Radical pode ser visto no pensamento e na prática de Hans Hut, embora o anabatismo seja tipicamente associado ao pacifismo.
O anabatismo em forma de sua diversificação variada, como os amish, menonitas e huteritas, surgiu da Reforma Radical. Mais tarde na história, os dunkers e a Igreja Cristã Apostólica surgiram nos círculos anabatistas.

## Denominações

Protestantismo como religião oficial:
Luteranismo
Anglicanismo
Calvinismo
Metodismo

Os protestantes se referem a grupos específicos de congregações ou igrejas que compartilham doutrinas fundamentais comuns e os nomes de seus grupos como denominações. O termo denominação (corpo nacional) deve ser distinguido de ramo (família denominacional; tradição), comunhão (corpo internacional) e congregação (igreja).
Os protestantes rejeitam a doutrina da Igreja Católica de que é a única igreja verdadeira, com alguns ensinamentos de crença na igreja invisível, que consiste em todos os que professam fé em Jesus Cristo. A Igreja Luterana tradicionalmente se vê como o "tronco principal da Árvore Cristã histórica" fundada por Cristo e os Apóstolos, sustentando que durante a Reforma, a Igreja de Roma caiu.
Vários movimentos ecumênicos têm tentado cooperação ou reorganização das várias denominações protestantes divididas, de acordo com vários modelos de união, mas as divisões continuam a prevalecer, pois não há autoridade abrangente à qual qualquer uma das igrejas deva lealdade, que pode definir a fé com autoridade. A maioria das denominações compartilham crenças comuns nos aspectos principais da fé cristã, embora difiram em muitas doutrinas secundárias, embora o que é principal e o que é secundário seja uma questão de crença idiossincrática.
Vários países estabeleceram suas igrejas nacionais, vinculando a estrutura eclesiástica com o Estado. As jurisdições onde uma denominação protestante foi estabelecida como religião oficial incluem vários países nórdicos; Dinamarca (incluindo Groenlândia), as Ilhas Faroe (sua igreja sendo independente desde 2007), Islândia e Noruega estabeleceram igrejas evangélicas luteranas. Tuvalu tem a única igreja estabelecida na tradição reformada no mundo, enquanto Tonga tem a única na tradição metodista. A Igreja da Inglaterra é a instituição religiosa oficialmente estabelecida na Inglaterra, e também a Igreja Mãe da Comunhão Anglicana mundial.
Em 1869, a Finlândia foi o primeiro país nórdico a se separar de sua igreja evangélica luterana com a introdução da Lei da Igreja. Embora a igreja ainda mantenha um relacionamento especial com o Estado, ela não é descrita como religião oficial na Constituição finlandesa ou em outras leis aprovadas pelo parlamento finlandês. Em 2000, a Suécia foi o segundo país nórdico a fazê-lo.

### Igrejas unidas

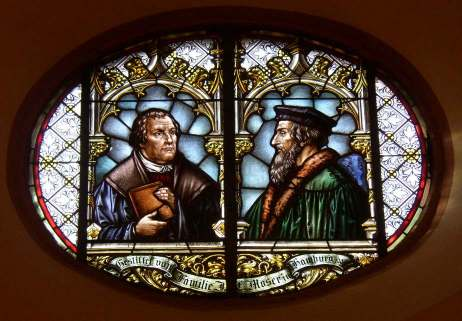
Janela de vidro na igreja da cidade de Wiesloch (Stadtkirche Wiesloch) com Martinho Lutero e João Calvino comemorando a união de 1821 das igrejas luterana e reformada no Grão-Ducado de Baden

Igrejas unidas são igrejas formadas a partir da fusão ou outra forma de união de duas ou mais denominações protestantes diferentes. Historicamente, as uniões de igrejas protestantes eram impostas pelo Estado, geralmente para ter um controle mais rígido sobre a esfera religiosa de seu povo, mas também por outras razões organizacionais. À medida que o ecumenismo cristão moderno progride, as uniões entre várias tradições protestantes estão se tornando cada vez mais comuns, resultando em um número crescente de igrejas unidas. Alguns dos principais exemplos recentes são a Igreja do Norte da Índia (1970), a Igreja Protestante Unida da França (2013) e a Igreja Protestante na Holanda (2004). Como o protestantismo tradicional encolhe na Europa e na América do Norte devido ao aumento do secularismo ou em áreas onde o cristianismo é uma religião minoritária como no subcontinente indiano, as denominações anglicana, reformada e luterana se fundem, muitas vezes criando grandes denominações nacionais. O fenômeno é muito menos comum entre igrejas evangélicas, não denominacionais e carismática à medida que novas surgem e muitas delas permanecem independentes umas das outras.
Talvez a igreja unida oficial mais antiga seja encontrada na Alemanha, onde a Igreja Evangélica na Alemanha é uma federação de igrejas luteranas, unidas e reformadas, uma união que data de 1817. A primeira da série de uniões foi em um sínodo em Idstein para formar a Igreja Protestante em Hesse e Nassau em agosto de 1817.
Em todo o mundo, cada igreja unida compreende uma mistura diferente de denominações protestantes predecessoras. As tendências são visíveis, entretanto, já que a maioria das igrejas unidas tem herança na tradição reformada e muitas são membros da Aliança Mundial de Igrejas Reformadas.

## Principais denominações
Os protestantes podem ser diferenciados de acordo com a forma como foram influenciados por movimentos importantes desde a Reforma, hoje considerados ramos. Alguns desses movimentos têm uma linhagem comum, às vezes gerando denominações individuais diretamente. Devido à multidão de denominações anteriormente declarada, esta seção discute apenas as maiores famílias denominacionais, ou ramos, amplamente considerados como parte do protestantismo. Estes são, em ordem alfabética: adventista, anglicano, batista, calvinista (reformado), luterano, metodista e pentecostal . Um ramo anabatista pequeno, mas historicamente significativo, também é discutido.
O gráfico abaixo mostra as relações mútuas e origens históricas das principais famílias denominacionais protestantes. Devido a fatores como a Contrarreforma e o princípio legal de Cuius regio, eius religio, muitas pessoas viviam como nicodemitas, onde suas afiliações religiosas professadas estavam mais ou menos em desacordo com o movimento pelo qual simpatizavam. Como resultado, os limites entre as denominações não se separam tão claramente quanto este gráfico indica.
Como o calvinismo não foi especificamente reconhecido no Sacro Império Romano-Germânico até a Paz de Westfália em 1648, muitos calvinistas viveram como criptocalvinistas. Devido às supressões relacionadas à Contrarreforma em terras católicas durante os séculos XVI a XIX, muitos protestantes viveram como criptoprotestantes. Enquanto isso, nas áreas protestantes, os católicos às vezes viviam como cripto-papistas, embora na Europa continental a emigração fosse mais viável, então isso era menos comum.

### Adventismo

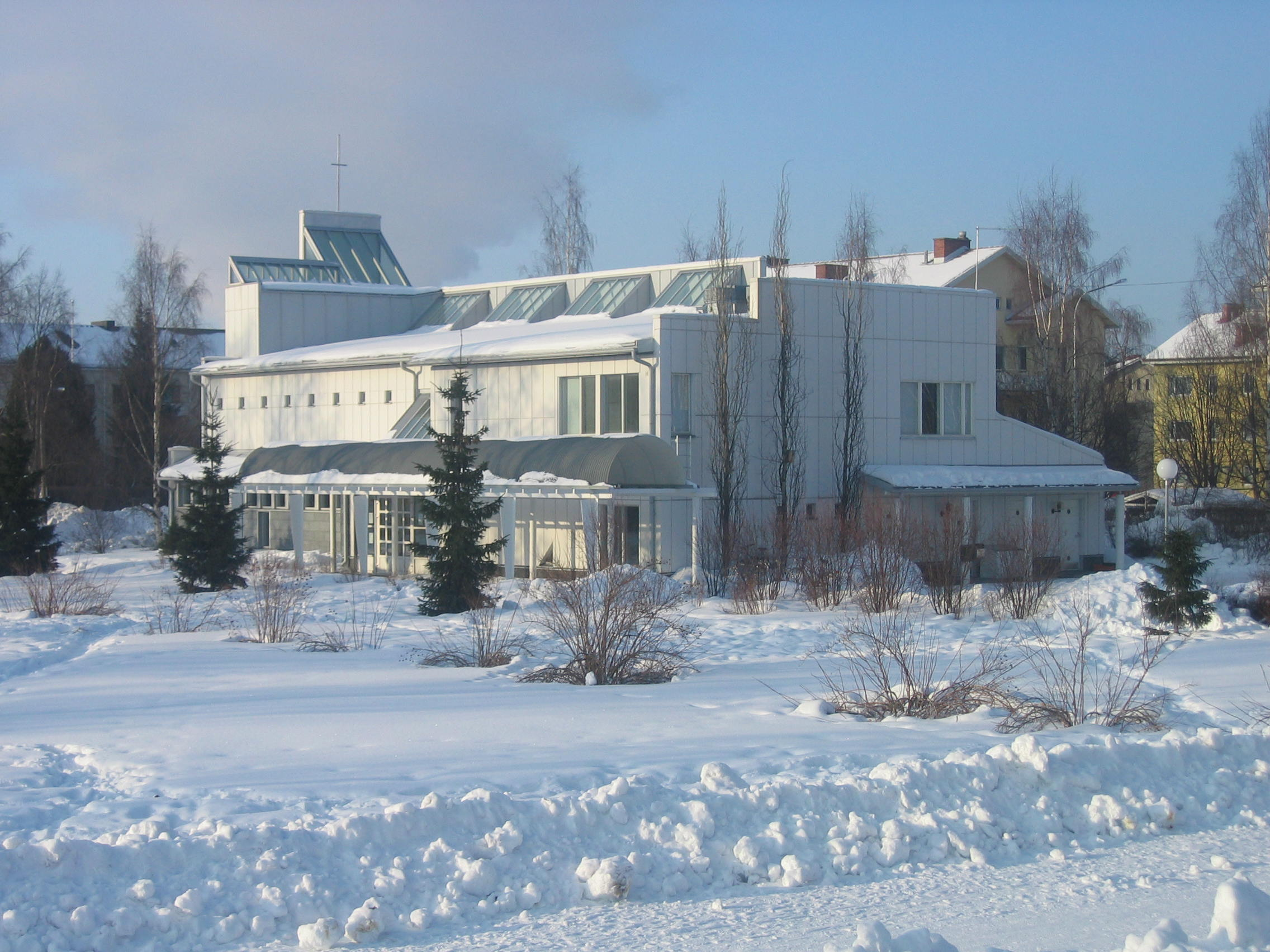
Igreja adventista em Karjasilta, Finlândia

O adventismo começou no século XIX no contexto do reavivamento do Segundo Grande Despertar nos Estados Unidos. O nome se refere à crença na segunda vinda iminente (ou "segundo advento") de Jesus Cristo. William Miller deu início ao movimento adventista na década de 1830. Seus seguidores ficaram conhecidos como milleritas.
Embora as igrejas adventistas tenham muito em comum, suas teologias diferem sobre se o estado intermediário é sono inconsciente ou consciência, se a punição final dos ímpios é a aniquilação ou tormento eterno, a natureza da imortalidade, se os ímpios são ressuscitados ou não após a milênio, e se o santuário de Daniel 8 se refere àquele no céu ou na terra. O movimento encorajou o exame de toda a Bíblia, levando os adventistas do sétimo dia e alguns grupos adventistas menores a fazer o sabá. A Conferência Geral dos Adventistas do Sétimo Dia compilou as crenças básicas dessa igreja nas 28 Crenças Fundamentais (1980 e 2005), que usam referências bíblicas como justificativa.
Em 2010, o adventismo reivindicou cerca de 22 milhões de crentes espalhados em várias igrejas independentes. A maior igreja dentro do movimento — a Igreja Adventista do Sétimo Dia — tem mais de 18 milhões de membros.

### Anabatismo

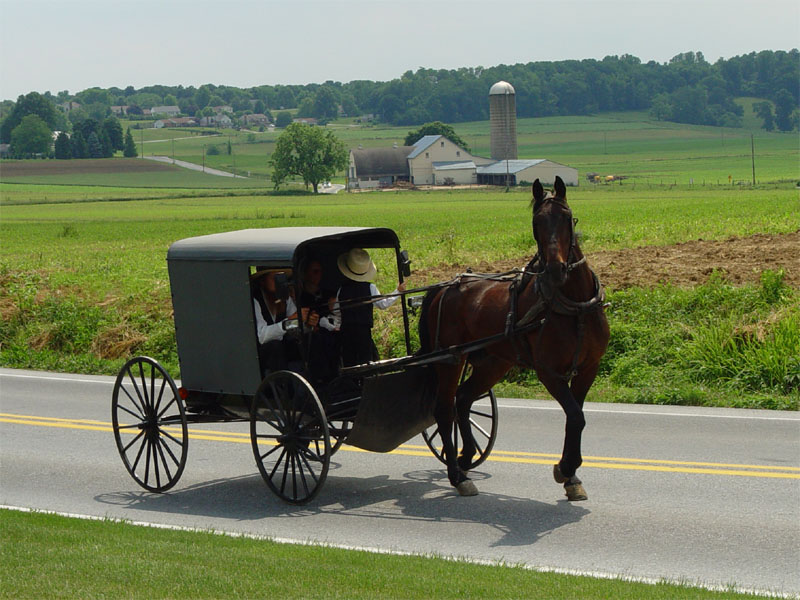
Uma família amish em uma carroça

O anabatismo tem suas origens na Reforma Radical. Eles acreditam em adiar o batismo até que o candidato confesse sua fé. Embora alguns considerem esse movimento um desdobramento do protestantismo, outros o veem como algo distinto. Os amish, huteritas e menonitas são descendentes diretos do movimento. Dunkers, Bruderhof e a Igreja Cristã Apostólica são considerados desenvolvimentos posteriores entre os anabatistas.
O nome anabatista, que significa "aquele que batiza novamente", foi dado a eles por seus perseguidores em referência à prática de rebatizar convertidos que já haviam sido batizados quando crianças. Os anabatistas exigiam que os candidatos ao batismo pudessem fazer suas próprias confissões de fé e, portanto, rejeitaram o batismo infantil. Os primeiros membros desse movimento não aceitaram o nome de anabatista, alegando que, uma vez que o batismo infantil era antibíblico, nulo e sem efeito, o batismo dos crentes não era um "rebatismo", mas, na verdade, seu primeiro batismo real. Como resultado de suas opiniões sobre a natureza do batismo e outras questões, os anabatistas foram fortemente perseguidos durante o século XVI e no século XVII por protestantes magisteriais e católicos. Enquanto a maioria dos anabatistas aderiu a uma interpretação literal do Sermão da Montanha, que impedia fazer juramentos, participar de ações militares e participar do governo civil, alguns que praticavam o rebatismo pensavam o contrário. Eles eram, portanto, tecnicamente anabatistas, embora amish, menonitas e huteritas conservadores e alguns historiadores tendam a considerá-los fora do verdadeiro anabatismo. Os anabatistas da Reforma Radical são divididos em radicais e a chamada "segunda frente". Alguns teólogos importantes da Reforma Radical foram João de Leiden, Thomas Müntzer, Kaspar Schwenkfeld, Sebastian Franck, Menno Simons. Os reformadores da segunda frente incluíram Hans Denck, Conrad Grebel, Balthasar Hubmaier e Felix Manz.

### Anglicanismo

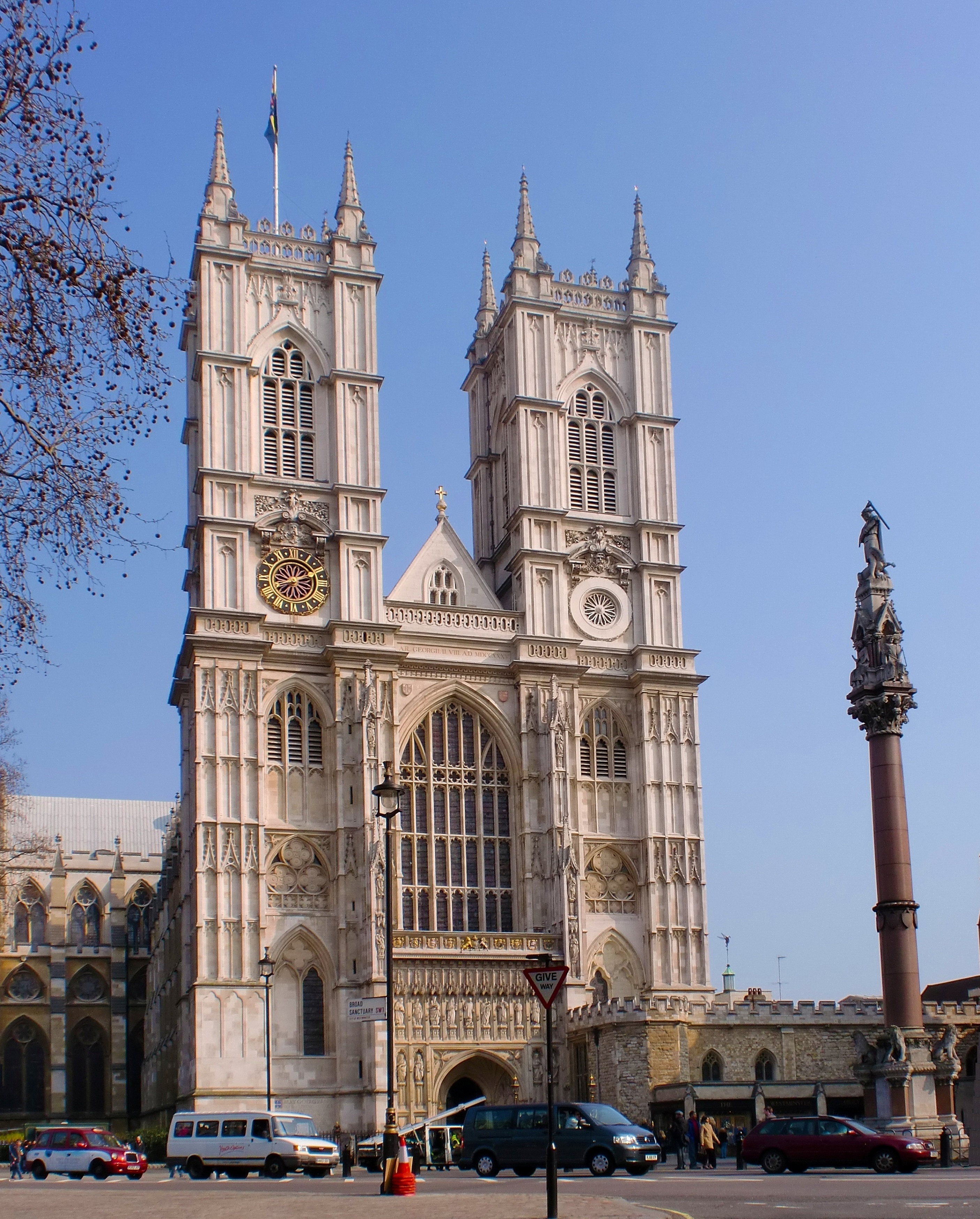
Abadia de Westminster

O anglicanismo compreende a Igreja da Inglaterra e igrejas que estão historicamente ligadas a ela ou mantêm crenças, práticas de adoração e estruturas de igreja semelhantes. A palavra anglicano tem origem na ecclesia anglicana, uma frase em latim medieval datada de pelo menos 1246 que significa a Igreja Inglesa. Não existe uma única “Igreja Anglicana” com autoridade jurídica universal, uma vez que cada igreja nacional ou regional tem plena autonomia. Como o nome sugere, a comunhão é uma associação de igrejas em plena comunhão com o Arcebispo de Canterbury. A grande maioria dos anglicanos são membros de igrejas que fazem parte da Comunhão Anglicana internacional, que tem 85 milhões de adeptos.
A Igreja da Inglaterra declarou sua independência da Igreja Católica na época do Acordo Religioso Elisabetano. Muitos dos novos formulários anglicanos de meados do século XVI correspondiam intimamente aos da tradição reformada contemporânea. Essas reformas foram entendidas por um dos maiores responsáveis por elas, o então arcebispo de Canterbury, Thomas Cranmer, como navegando em um caminho intermediário entre duas das tradições protestantes emergentes, a saber, o luteranismo e o calvinismo.
Exclusivo para o anglicanismo é o Livro de Oração Comum, a coleção de serviços que os adoradores na maioria das igrejas anglicanas usaram durante séculos. Embora tenha passado por muitas revisões e igrejas anglicanas em diferentes países tenham desenvolvido outros livros de serviço, o Livro de Oração Comum ainda é reconhecido como um dos laços que unem a Comunhão Anglicana.

### Batistas

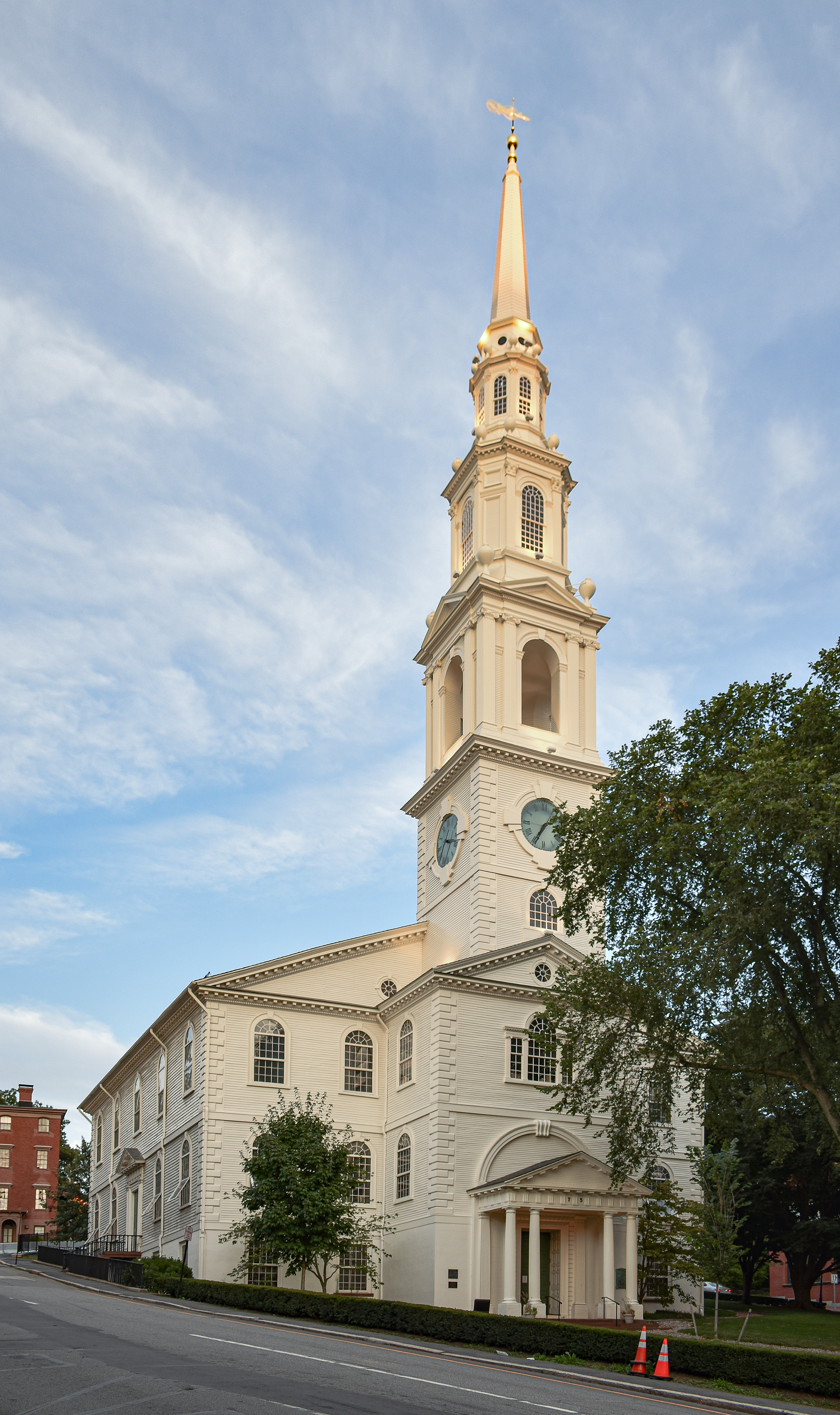
Primeira Igreja Batista na América. Os batistas são quase um terço dos protestantes estadunidenses.

Os batistas subscrevem a doutrina de que o batismo deve ser realizado apenas por crentes professos (batismo de crentes, em oposição ao batismo infantil),e que deve ser feito por imersão completa (em oposição a afusão ou aspersão). Outros princípios das igrejas batistas incluem competência da alma (liberdade), salvação somente pela fé, somente as Escrituras como regra de fé e prática e a autonomia da congregação local. Os batistas reconhecem dois cargos ministeriais, pastores e diáconos. As igrejas batistas são amplamente consideradas igrejas protestantes, embora alguns batistas neguem essa identidade.
Diversos desde o início, aqueles que se identificam como batistas hoje diferem amplamente uns dos outros no que acreditam, como adoram, suas atitudes em relação a outros cristãos e sua compreensão do que é importante no discipulado cristão.
Os historiadores traçam a primeira igreja rotulada como batista desde 1609 em Amsterdã, com o separatista inglês John Smyth como seu pastor. De acordo com sua leitura do Novo Testamento, ele rejeitou o batismo de crianças e instituiu o batismo apenas de adultos crentes. A prática batista se espalhou para a Inglaterra, onde os batistas gerais consideravam que a expiação de Cristo se estendia a todas as pessoas, enquanto os batistas particulares acreditavam que ela se estendia apenas aos eleitos. Em 1638, Roger Williams estabeleceu a primeira congregação batista nas colônias norte-americanas. Em meados do século 18, o Primeiro Grande Despertar aumentou o crescimento batista tanto na Nova Inglaterra quanto no Sul. O Segundo Grande Despertar no Sul no início do século XIX aumentou o número de membros da igreja, assim como a diminuição do apoio dos pregadores à abolição e alforria da escravidão, que fazia parte dos ensinamentos do século XVIII. Missionários batistas espalharam sua igreja por todos os continentes.
A Aliança Batista Mundial relata mais de 41 milhões de membros em mais de 150 mil congregações. Em 2002, havia mais de 100 milhões de batistas e membros de grupos batistas em todo o mundo e mais de 33 milhões na América do Norte. A maior associação batista é a Convenção Batista do Sul, com o número de membros de igrejas associadas totalizando mais de 14 milhões.

### Calvinismo

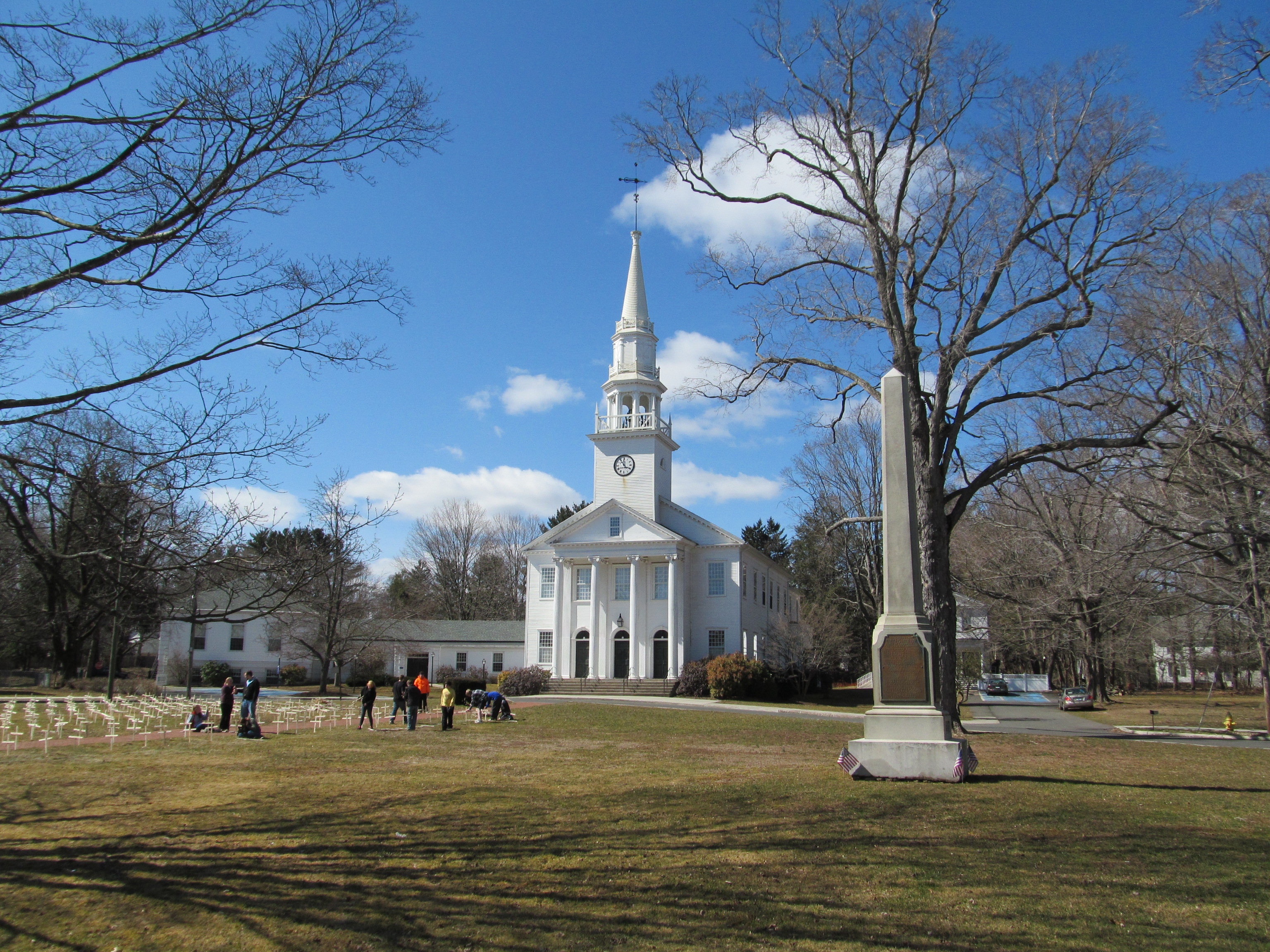
Igreja calvinista em Cheshire, Estados Unidos

O calvinismo, também chamado de tradição reformada, foi desenvolvido por vários teólogos como Martin Bucer, Heinrich Bullinger, Peter Martyr Vermigli e Huldrych Zwingli, mas este ramo do cristianismo leva o nome do reformador francês João Calvino por causa de sua influência proeminente sobre ele e por causa de seu papel nos debates confessionais e eclesiásticos ao longo do século XVI.
Hoje, este termo também se refere às doutrinas e práticas das igrejas reformadas das quais Calvino foi um dos primeiros líderes. Menos comumente, pode se referir ao ensino individual do próprio Calvino. As particularidades da teologia calvinista podem ser declaradas de várias maneiras. Talvez o resumo mais conhecido esteja contido nos cinco pontos do calvinismo, embora esses pontos identifiquem a visão calvinista sobre soteriologia ao invés de resumir o sistema como um todo. Falando de maneira geral, o calvinismo enfatiza a soberania ou governo de Deus em todas as coisas — na salvação, mas também em toda a vida. Este conceito é visto claramente nas doutrinas da predestinação e depravação total.
A maior associação reformada é a Comunhão Mundial de Igrejas Reformadas com mais de 80 milhões de membros em 211 denominações membros em todo o mundo. Existem federações reformadas mais conservadoras, como a Fraternidade Reformada Mundial e a Conferência Internacional de Igrejas Reformadas, bem como igrejas independentes.

### Luteranismo

O Selo de Lutero

O luteranismo se identifica com a teologia de Martinho Lutero—um monge e padre alemão, reformador eclesiástico e teólogo. O luteranismo defende uma doutrina de justificação "somente pela graça e por meio da fé somente com base na Escritura", a doutrina de que a escritura é a autoridade final em todas as questões de fé, rejeitando a afirmação feita pelos líderes católicos no Concílio de Trento de que a autoridade vem das Escrituras e da Tradição. Além disso, os luteranos aceitam os ensinamentos dos primeiros quatro concílios ecumênicos da Igreja Cristã indivisa.
Ao contrário da tradição reformada, os luteranos retêm muitas das práticas litúrgicas e ensinamentos sacramentais da Igreja pré-reformada, com ênfase particular na Eucaristia, ou Ceia do Senhor. A teologia luterana difere da teologia reformada na cristologia, o propósito da Lei de Deus, a graça divina, o conceito de perseverança dos santos e a predestinação.
Hoje, o luteranismo é um dos maiores ramos do protestantismo. Com aproximadamente 80 milhões de adeptos, constitui a terceira confissão protestante mais comum depois das denominações historicamente pentecostais e do anglicanismo. A Federação Luterana Mundial, a maior comunhão global de igrejas luteranas representa mais de 72 milhões de pessoas.

### Metodismo

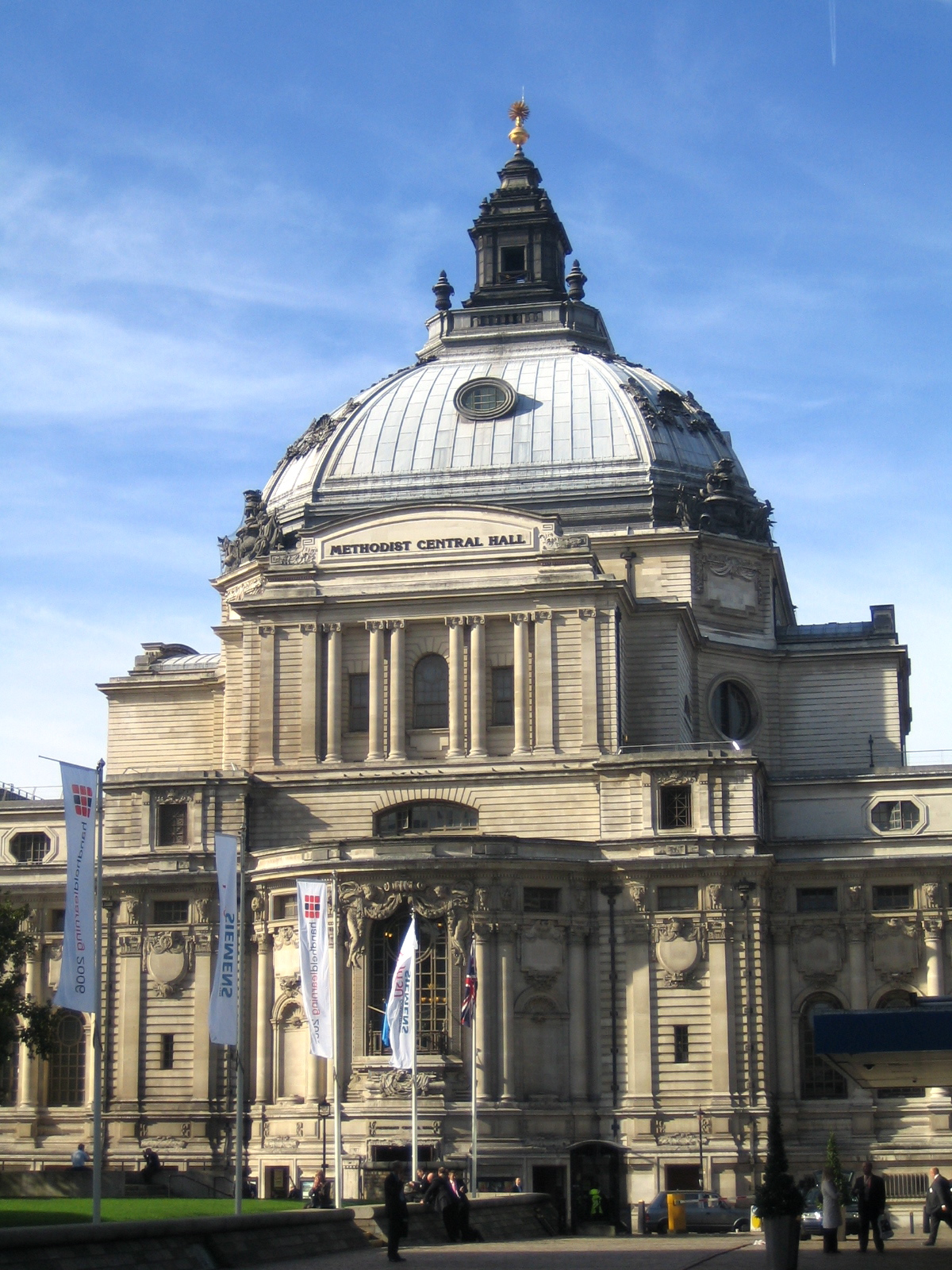
Westminster Central Hall em Londres

O metodismo se identifica principalmente com a teologia de John Wesley—um sacerdote e evangelista anglicano. Este movimento evangélico se originou como um avivamento dentro da Igreja da Inglaterra do século XVIII e se tornou uma Igreja separada após a morte de Wesley. Por causa da vigorosa atividade missionária, o movimento se espalhou por todo o Império Britânico, Estados Unidos e além, hoje reivindicando cerca de 80 milhões de adeptos em todo o mundo.
Soteriologicamente, a maioria dos metodistas são arminianos, enfatizando que Cristo realizou a salvação para cada ser humano e que os humanos devem exercer um ato de vontade de recebê-la (em oposição à doutrina calvinista tradicional do monergismo). O metodismo é tradicionalmente uma igreja inferior na liturgia, embora isso varie muito entre as congregações individuais; os próprios Wesleys valorizavam muito a liturgia e tradição anglicana. O Metodismo é conhecido por sua rica tradição musical; o irmão de John Wesley, Charles, foi fundamental em escrever muitos dos hinos da Igreja Metodista e muitos outros eminentes escritores de hinos vêm da tradição Metodista.

### Pentecostalismo

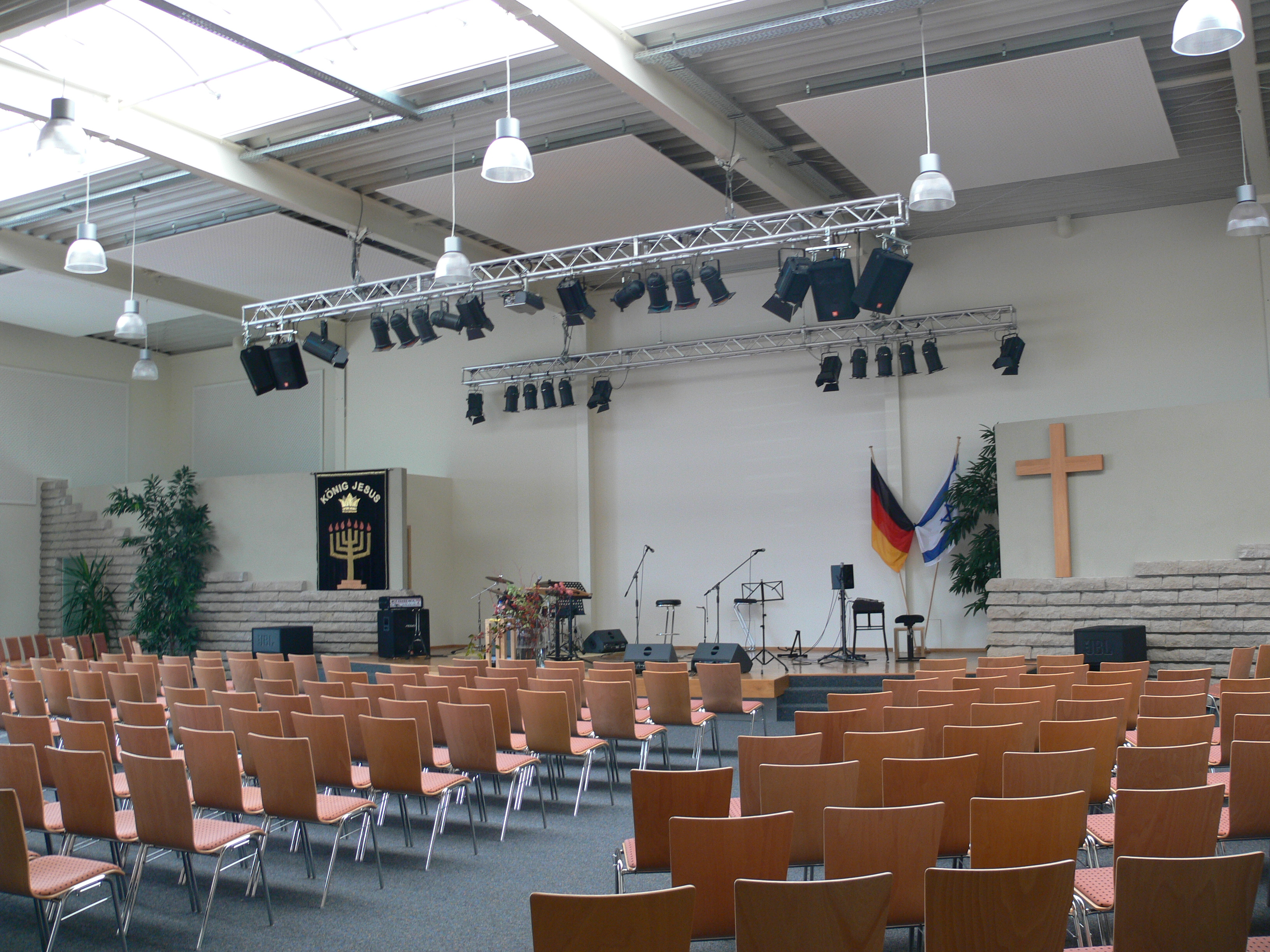
Igreja pentecostal em Ravensburg, Alemanha

O pentecostalismo é um movimento que dá ênfase especial a uma experiência pessoal direta de Deus por meio do batismo com o Espírito Santo. O termo pentecostal é derivado de Pentecostes, o nome grego para a Festa das Colheitas Judaica. Para os cristãos, esse evento comemora a descida do Espírito Santo sobre os seguidores de Jesus Cristo, conforme descrito no segundo capítulo do Livro de Atos.
Este ramo do protestantismo se distingue pela crença no batismo com o Espírito Santo como uma experiência separada da conversão que permite ao cristão viver uma vida cheia do Espírito Santo e com poder. Essa capacitação inclui o uso de dons espirituais, como falar em línguas e a cura divina—duas outras características definidoras do pentecostalismo. Por causa de seu compromisso com a autoridade bíblica, dons espirituais e os milagres, os pentecostais tendem a ver seu movimento como um reflexo do mesmo tipo de poder espiritual e ensinamentos que foram encontrados na Era Apostólica da igreja primitiva. Por esta razão, alguns pentecostais também usam o termo Apostólico ou Evangelho Completo para descrever seu movimento.
O pentecostalismo acabou gerando centenas de novas denominações, incluindo grandes grupos como as Assembleias de Deus e a Igreja de Deus em Cristo, tanto nos Estados Unidos como em outros lugares. Existem mais de 279 milhões de pentecostais em todo o mundo e o movimento está crescendo em muitas partes do mundo, especialmente no Sul global. Desde 1960, o pentecostalismo tem ganhado cada vez mais aceitação de outras tradições cristãs e as crenças pentecostais a respeito do batismo do Espírito e dons espirituais têm sido adotadas por cristãos não pentecostais em igrejas protestantes e católicas por meio do Movimento Carismático. Juntos, o cristianismo pentecostal e carismático somam mais de 500 milhões de adeptos.

### Outros protestantes
Existem muitas outras denominações protestantes que não se encaixam perfeitamente nos ramos mencionados e são muito menores em número de membros. Alguns grupos de indivíduos que possuem princípios protestantes básicos se identificam simplesmente como "cristãos" ou "cristãos nascidos de novo". Eles normalmente se distanciam do confessionalismo ou credo de outras comunidades cristãs, chamando-se de "não denominacionais" ou "evangélicos". Frequentemente fundados por pastores individuais, eles têm pouca afiliação com denominações históricas.

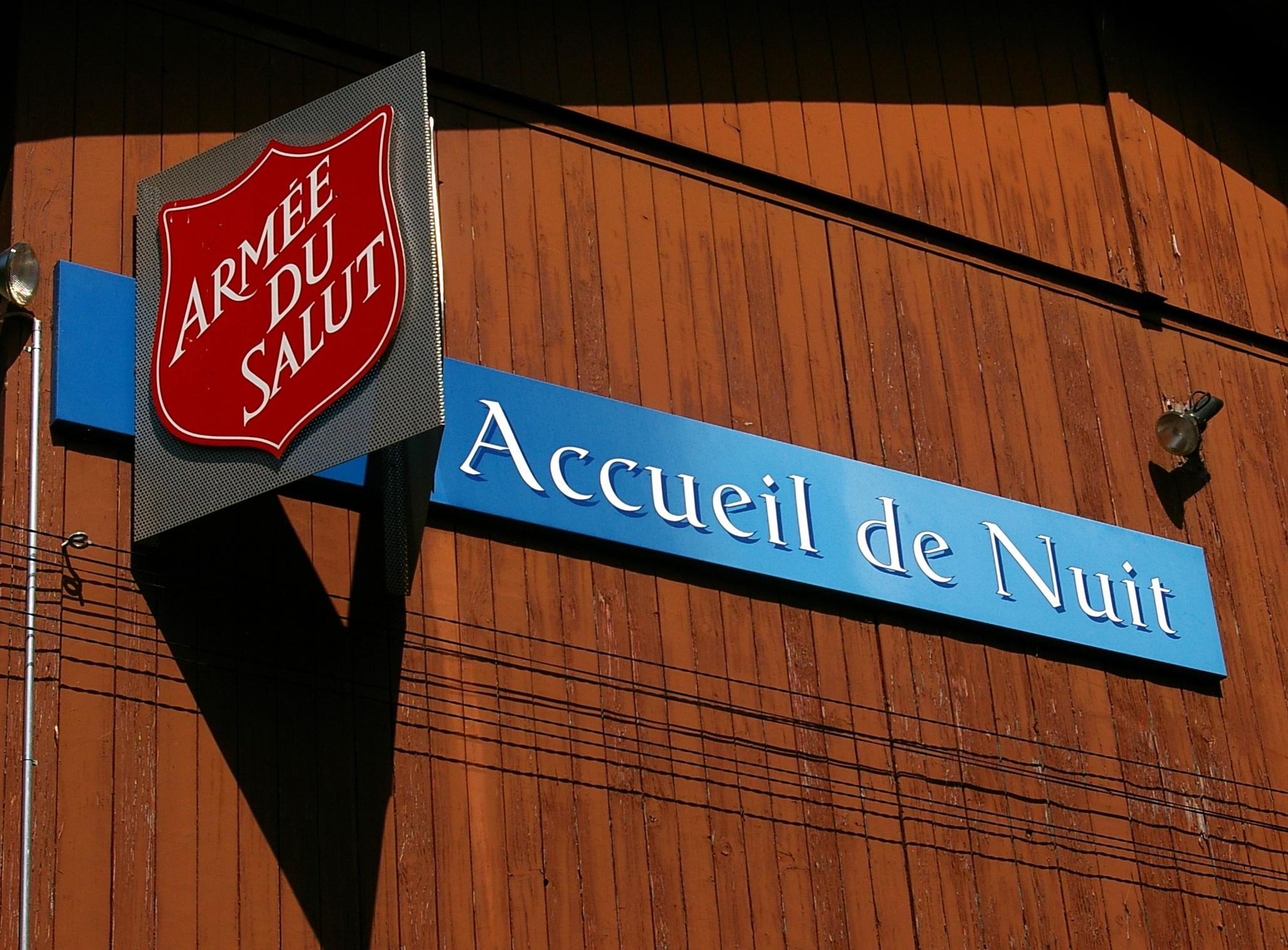
Abrigo noturno do Exército de Salvação em Genebra, na Suíça

O hussitismo segue os ensinamentos do reformador tcheco Jan Hus, que se tornou o representante mais conhecido da Reforma Boêmia e um dos precursores da Reforma Protestante. Um dos primeiros hinários era o livro de hinos Jistebnice, escrito à mão. Esse movimento predominantemente religioso foi impulsionado por questões sociais e fortaleceu a consciência nacional tcheca. Entre os cristãos de hoje, as tradições hussitas são representadas na Igreja da Morávia e nas igrejas hussitas da tchecoslováquia refundadas.
A Assembleia dos Irmãos é uma baixa igreja evangélica conservadora e um novo movimento religioso, cuja história pode ser rastreada a Dublin, na Irlanda, no final de 1820, proveniente anglicanismo. Entre outras crenças, o grupo enfatiza sola scriptura. Os irmãos geralmente se veem não como uma denominação, mas como uma rede, ou mesmo como uma coleção de redes sobrepostas, de igrejas independentes que pensam da mesma forma. Embora o grupo tenha se recusado por muitos anos a tomar para si qualquer nome denominacional — uma postura que alguns deles ainda mantêm — o título Os Irmãos, é aquele com o qual muitos deles se sentem confortáveis, pois a Bíblia designa todos os crentes como irmãos .
O movimento de santidade refere-se a um conjunto de crenças e práticas emergentes dentro do metodismo do século XIX e uma série de denominações evangélicas, organizações paraeclesiásticas e movimentos que enfatizaram essas crenças como uma doutrina central. Existem cerca de 12 milhões de adeptos nas igrejas do movimento de santidade. A Igreja Metodista Livre, o Exército de Salvação e a Igreja Metodista Wesleyana são exemplos notáveis, enquanto outros adeptos do movimento de santidade permaneceram dentro do metodismo tradicional, por exemplo, a Igreja Metodista Unida.
Os quakers são membros de uma família de movimentos religiosos conhecidos coletivamente como Sociedade Religiosa de Amigos. A doutrina unificadora central desses movimentos é o sacerdócio de todos os crentes. Muitos quakers se consideram membros de uma denominação cristã. Eles incluem aqueles com entendimentos evangélicos, santidade, liberais e tradicionais do cristianismo. Ao contrário de muitos outros grupos que surgiram dentro do cristianismo, a Sociedade Religiosa de Amigos tem tentado ativamente evitar credos e estruturas hierárquicas.
O unitarismo às vezes é considerado protestante devido às suas origens na Reforma e forte cooperação com outros protestantes desde o século XVI. É excluído devido à sua natureza teológica não trinitária. Os unitaristas podem ser considerados protestantes não-trinitários ou simplesmente não-trinitaristas. O unitarismo é popular na região da Transilvânia, na atual Romênia, na Inglaterra e Estados Unidos. Originou-se quase simultaneamente na Transilvânia e na Comunidade Polonesa-Lituana.

## Movimentos interdenominacionais

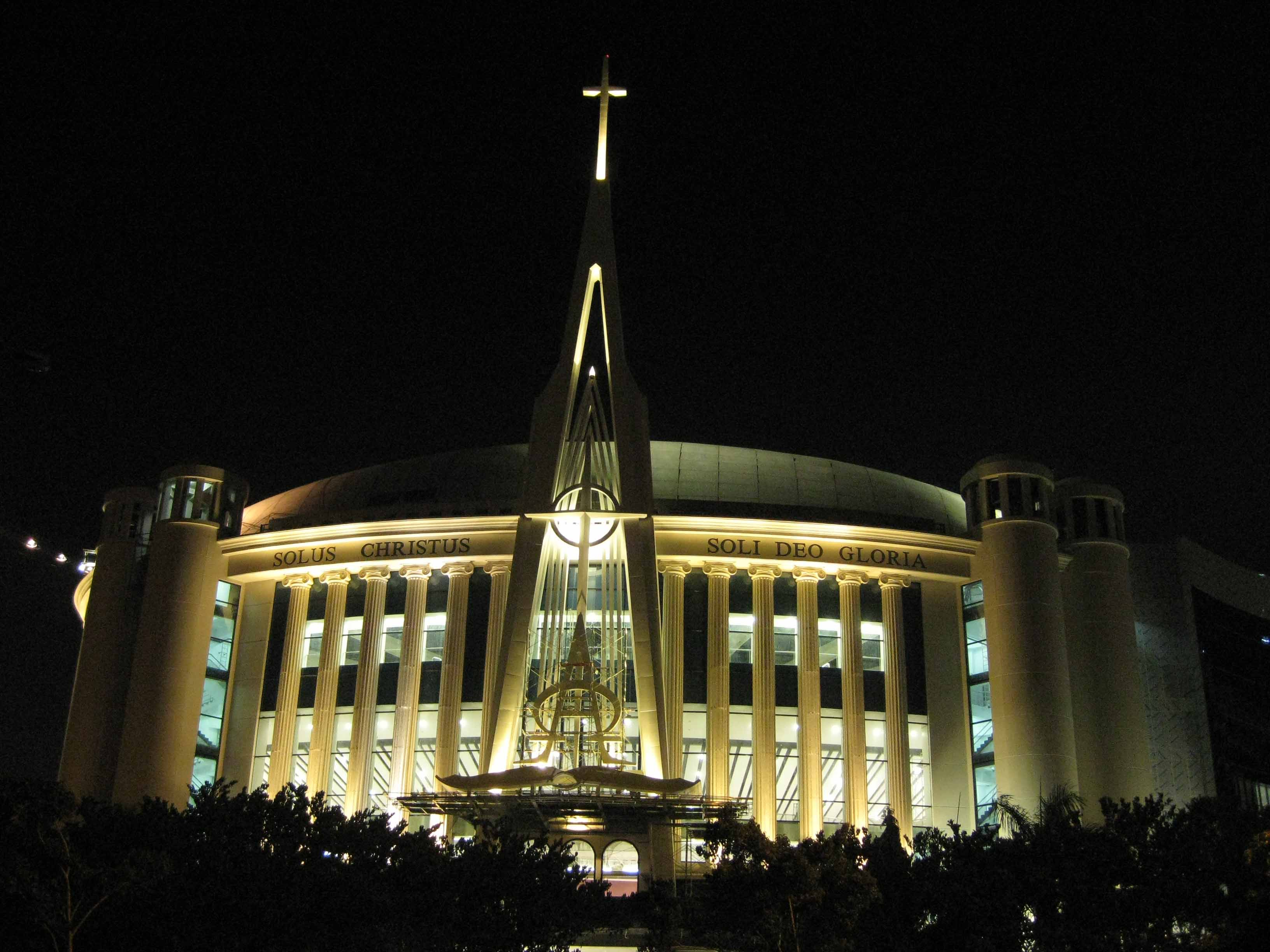
Megaigreja da Igreja Evangélica Reformada da Indonésia

Existem também movimentos cristãos que cruzam linhas denominacionais e até ramificações, e não podem ser classificados no mesmo nível das formas mencionadas anteriormente. O evangelicalismo é um exemplo proeminente. Alguns desses movimentos são ativos exclusivamente dentro do protestantismo. Os movimentos transdenominacionais às vezes são capazes de afetar partes da Igreja Católica, como faz o Movimento Carismático, que visa incorporar crenças e práticas semelhantes aos pentecostais nos vários ramos do cristianismo. As igrejas neocarismáticas são às vezes consideradas um subgrupo do Movimento Carismático. Ambos são colocados sob um rótulo comum de cristianismo carismático (os chamados Renovadores), junto com os Pentecostais. As igrejas não denominacionais e várias igrejas domésticas geralmente adotam ou são semelhantes a um desses movimentos.
As megaigrejas geralmente são influenciadas por movimentos interdenominacionais. Globalmente, essas grandes congregações são um desenvolvimento significativo no cristianismo protestante. Nos Estados Unidos, o fenômeno mais que quadruplicou nas últimas duas décadas. Desde então, ele se espalhou pelo mundo.
O gráfico abaixo mostra as relações mútuas e as origens históricas dos principais movimentos interdenominacionais e outros desenvolvimentos dentro do protestantismo.

### Evangelicalismo

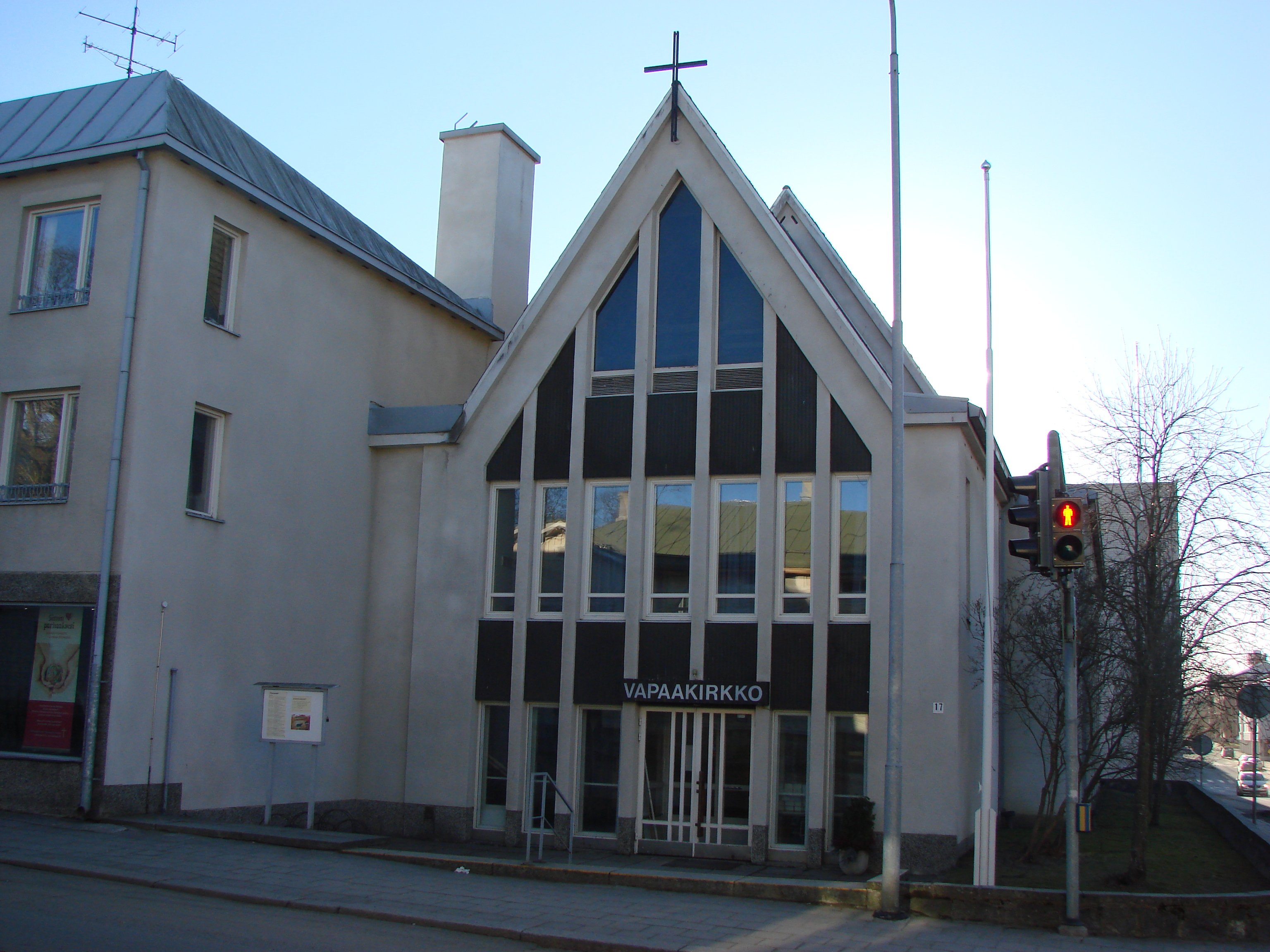
Uma igreja evangélica protestante em Hämeenlinna, Finlândia

O evangelicalismo, ou protestantismo evangélico, é um movimento mundial e transdenominacional que afirma que a essência do evangelho consiste na doutrina da salvação pela graça por meio da fé na expiação de Jesus Cristo. Os evangélicos são cristãos que acreditam na centralidade da conversão ou experiência de “renascer” no recebimento da salvação, acreditam na autoridade da Bíblia como revelação de Deus para a humanidade e têm um forte compromisso com o evangelismo ou com a divulgação da mensagem cristã.
Ele ganhou grande impulso nos séculos XVIII e XIX com o surgimento do metodismo e o Grande Despertar na Grã-Bretanha e na América do Norte. As origens do evangelicalismo geralmente remontam ao movimento metodista inglês, Nicolaus Zinzendorf, à Igreja Morávia, ao pietismo luterano, ao presbiterianismo e ao puritanismo. Entre os líderes e principais figuras do movimento evangélico protestante estavam John Wesley, George Whitefield, Jonathan Edwards, Billy Graham, Harold John Ockenga, John Stott e Martyn Lloyd-Jones.
Existem cerca de 285 480 000 evangélicos, correspondendo a 13% da população cristã e 4% da população mundial total. As Américas, África e Ásia são o lar da maioria dos evangélicos. Os Estados Unidos têm a maior concentração de evangélicos. O evangelicalismo está ganhando popularidade dentro e fora do mundo de língua inglesa, especialmente na América Latina e no mundo em desenvolvimento.

### Movimento Carismático

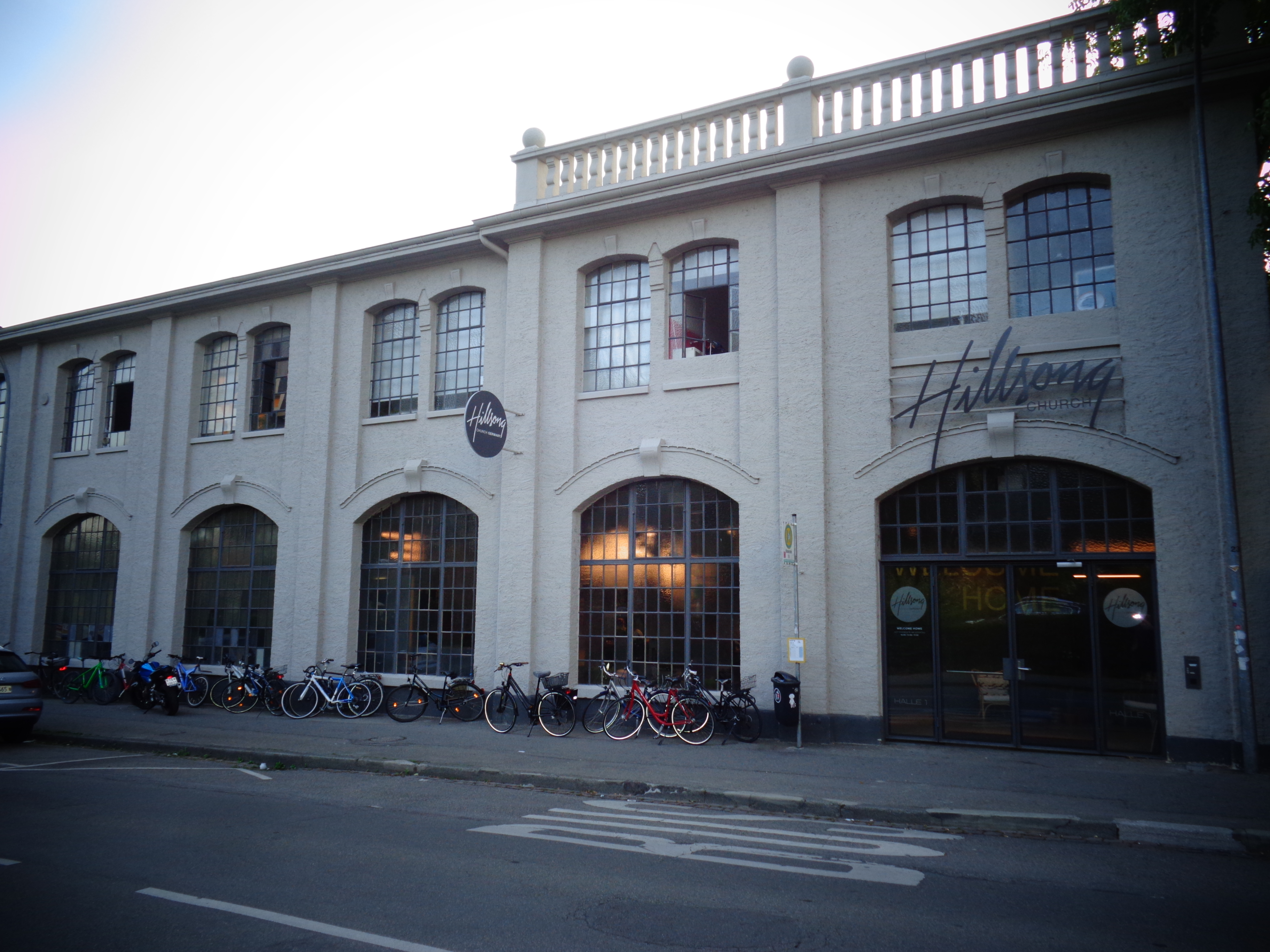
Igreja Hillsong em Constança, Alemanha, uma igreja evangélica carismática

O movimento carismático é a tendência internacional de congregações historicamente dominantes que adotam crenças e práticas semelhantes aos pentecostais. Fundamental para o movimento é o uso de dons espirituais. Entre os protestantes, o movimento começou por volta de 1960.
Nas igrejas congregacionais e presbiterianas que professam uma teologia tradicionalmente calvinista ou reformada, existem diferentes pontos de vista sobre a continuação ou cessação dos dons nos dias de hoje (charismata) do Espírito.
Uma minoria de adventistas do sétimo dia hoje é carismática. Eles estão fortemente associados àqueles que mantêm crenças adventistas mais "progressistas". Nas primeiras décadas da igreja, fenômenos carismáticos ou extáticos eram comuns.

### Neopentecostalismo
As igrejas neopentecostais são uma categoria de igrejas no movimento de renovação cristã. Os neopentecostais incluem a Terceira Onda, mas são mais amplos. Agora mais numerosos do que pentecostais (primeira onda) e carismáticos (segunda onda) combinados, devido ao notável crescimento de grupos carismáticos pós-denominacionais e independentes.
Os neopentecostais acreditam e enfatizam a disponibilidade pós-bíblica dos dons do Espírito Santo, incluindo glossolalia, cura e profecia. Eles praticam a imposição de mãos e buscam o "enchimento" do Espírito Santo . No entanto, uma experiência específica de batismo com o Espírito Santo pode não ser um requisito para experimentar tais dons. Nenhuma forma, estrutura governamental ou estilo único de serviço religioso caracteriza todos os serviços e igrejas neopentecostais.
Cerca de 19 mil denominações, com aproximadamente 295 milhões de membros, são identificados como neopentecostal. Princípios e práticas neopentecostais são encontrados em muitas congregações independentes, não denominacionais ou pós-denominacionais, com força de números centrada nas igrejas independentes africanas, entre o movimento de igrejas domésticas han e em igrejas latino-americanas.

## Outros desenvolvimentos protestantes
Muitos outros movimentos e pensamentos a serem distinguidos dos amplamente difundidos e ramos transdenominacionais apareceram dentro do cristianismo protestante. Alguns deles também estão em evidência hoje. Outros apareceram durante os séculos que se seguiram à Reforma e desapareceram gradualmente com o tempo, como grande parte do pietismo. Alguns inspiraram os atuais transdenominacionais, como o evangelicalismo que tem seu alicerce no fundamentalismo cristão.

### Arminianismo

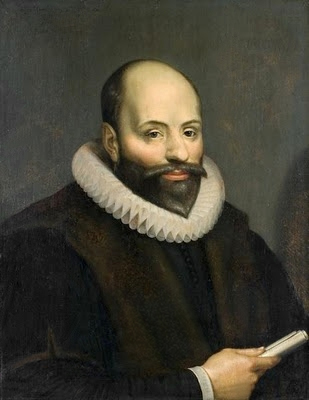
Jacobus Arminius foi um teólogo reformado holandês, cujas opiniões influenciaram partes do protestantismo. Uma pequena comunidade remonstrante permanece nos Países Baixos.

O arminianismo é baseado nas idéias teológicas do teólogo reformado holandês Jacobus Arminius (1560–1609) e seus apoiadores históricos conhecidos como remonstrantes. Seus ensinamentos se mantinham nos cinco solas da Reforma, mas eram distintos dos ensinamentos particulares de Martinho Lutero, Huldrych Zwínglio, João Calvino e outros reformadores protestantes. Jacobus Arminius foi aluno de Teodoro Beza na Universidade Teológica de Genebra. O arminianismo é conhecido por alguns como uma diversificação soteriológica do calvinismo. No entanto, para outros, o arminianismo é uma reclamação do consenso teológico da Igreja primitiva. O arminianismo holandês foi originalmente articulado no Remonstrance (1610), uma declaração teológica assinada por 45 ministros e submetida aos Estados Gerais dos Países Baixos. Muitas denominações cristãs foram influenciadas por pontos de vista arminianos sobre a vontade do homem sendo libertado pela graça antes da regeneração, notadamente os batistas no século XVI, os metodistas no século XVIII e a Igreja Adventista do Sétimo Dia no século XIX.
As crenças originais do próprio Jacobus Arminius são comumente definidas como arminianismo, mas de forma mais ampla, o termo pode abranger os ensinamentos de Hugo Grotius, John Wesley e outros também. O arminianismo clássico e wesleyano são as duas principais escolas de pensamento. O Wesleyano é frequentemente classificado como idêntico ao metodismo. Os dois sistemas de calvinismo e arminianismo compartilham a história e muitas doutrinas e a história da teologia cristã. No entanto, por causa de suas diferenças sobre as doutrinas da predestinação e eleição divina, muitas pessoas veem essas escolas de pensamento como opostas entre si. Em suma, a diferença pode ser vista em última análise sobre se Deus permite que Seu desejo de salvar todos seja resistido pela vontade de um indivíduo (na doutrina arminiana) ou se a graça de Deus é irresistível e limitada a apenas alguns (no calvinismo). Alguns calvinistas afirmam que a perspectiva arminiana apresenta um sistema sinérgico de salvação e, portanto, não é apenas pela graça, enquanto os arminianos rejeitam firmemente esta conclusão. Muitos consideram as diferenças teológicas como diferenças cruciais na doutrina, enquanto outros as consideram relativamente menores.

### Pietismo

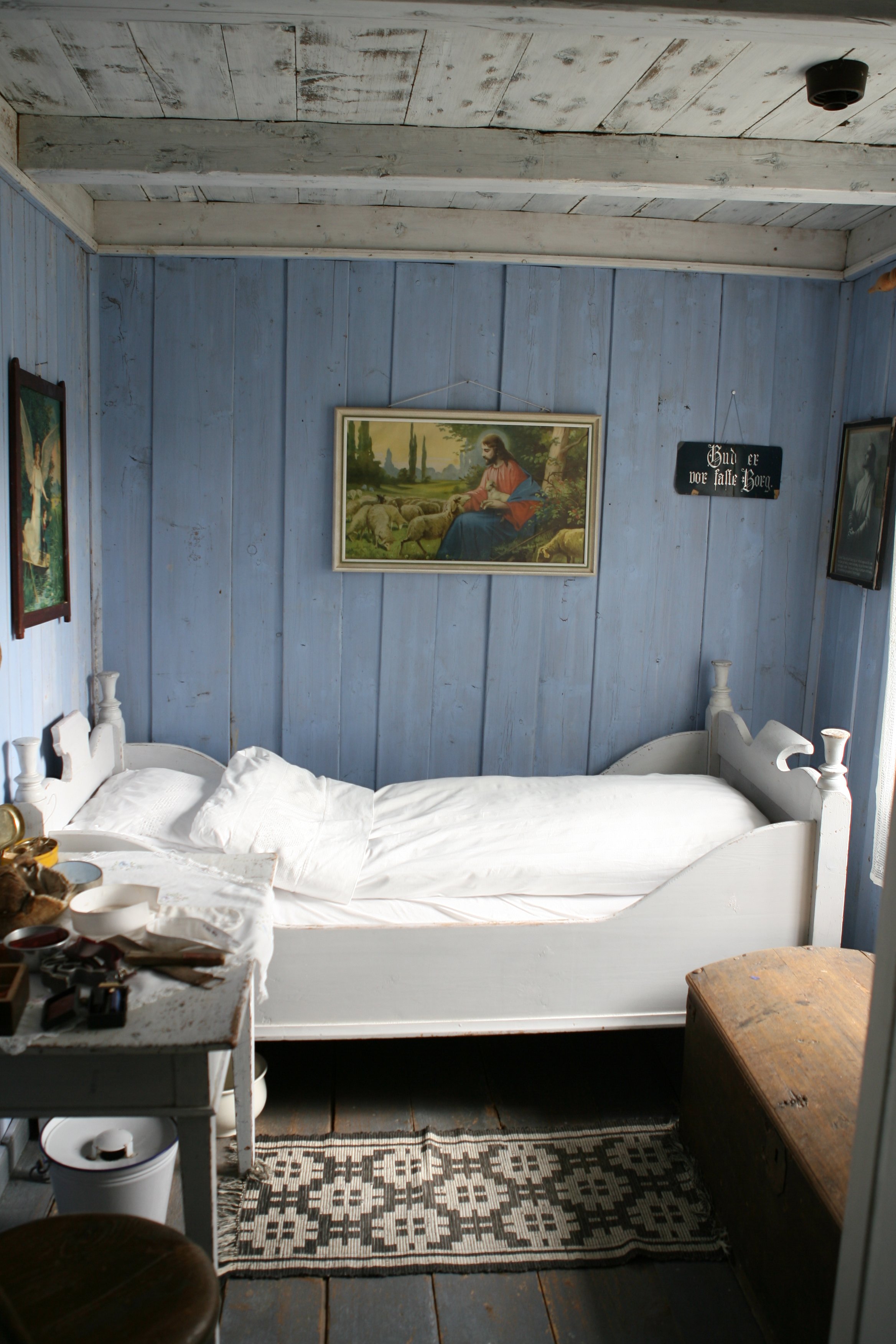
O pietismo foi uma forte influência cultural na Escandinávia

O pietismo foi um movimento influente dentro do luteranismo que combinou os princípios luteranos do século XVII com a ênfase reformada na piedade individual e na vivência de uma vida cristã vigorosa.
Começou no final do século XVII, atingiu seu apogeu em meados do século XVIII e diminuiu durante o século XIX, sendo que quase desapareceu na América no final do século XX. Embora declinando como um grupo luterano identificável, alguns de seus princípios teológicos influenciaram o protestantismo em geral, inspirando o padre anglicano John Wesley a iniciar o movimento metodista e Alexander Mack a iniciar os dunkers entre os anabatistas.
Embora o pietismo compartilhe uma ênfase no comportamento pessoal com o movimento puritano, sendo que os dois são frequentemente confundidos, existem diferenças importantes, particularmente no conceito do papel da religião no governo.

### Puritanismo, dissidentes e inconformistas ingleses
Os puritanos eram um grupo de protestantes ingleses dos séculos XVI e XVII, que buscavam "purificar" a Igreja da Inglaterra do que consideravam práticas católicas, sustentando que a igreja foi apenas parcialmente reformada. O puritanismo, nesse sentido, foi fundado por alguns dos clérigos que retornaram exilados sob o reinado de Maria I logo após a ascensão de Elizabeth I da Inglaterra em 1558, como um movimento ativista dentro da Igreja da Inglaterra.

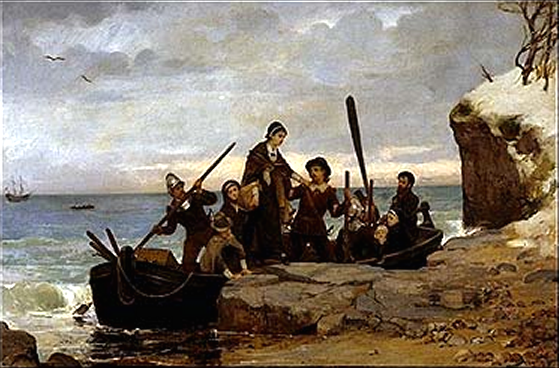
Peregrinos desembarcando em Plymouth Rock em 1620

Os puritanos foram impedidos de mudar a igreja estabelecida por dentro e foram severamente restringidos na Inglaterra por leis que controlavam a prática da religião. Suas crenças, no entanto, foram transportadas pela emigração de congregações para os Países Baixos (e mais tarde para a Nova Inglaterra), e pelo clero evangélico para a Irlanda (e mais tarde para o País de Gales), e se espalharam pela sociedade leiga e partes do sistema educacional, particularmente certas faculdades da Universidade de Cambridge. O primeiro sermão protestante proferido na Inglaterra foi em Cambridge, sendo que o púlpito onde esse sermão foi proferido sobrevive até hoje. Eles assumiram crenças distintas sobre a vestimenta clerical e em oposição ao sistema episcopal, especialmente após as conclusões do Sínodo de Dort em 1619, onde eles foram restringidos pelos bispos ingleses. Eles adotaram amplamente o sabatismo no século XVII e foram influenciados pelo milenismo.
Eles se formaram e se identificaram com vários grupos religiosos que defendiam maior pureza de culto e doutrina, bem como piedade pessoal e de grupo. Os puritanos adotaram uma teologia reformada, mas também tomaram nota das críticas radicais a Zwínglio em Zurique e Calvino em Genebra. Na política da igreja, alguns defendiam a separação de todos os outros cristãos, em favor de igrejas autônomas reunidas. Essas vertentes separatistas e independentes do puritanismo tornaram-se proeminentes na década de 1640, quando os partidários de uma política presbiteriana na Assembleia de Westminster foram incapazes de forjar uma nova igreja nacional inglesa. Os refugiados protestantes da Europa continental foram os fundadores principais dos Estados Unidos da América.

### Neo-ortodoxia e paleo-ortodoxia

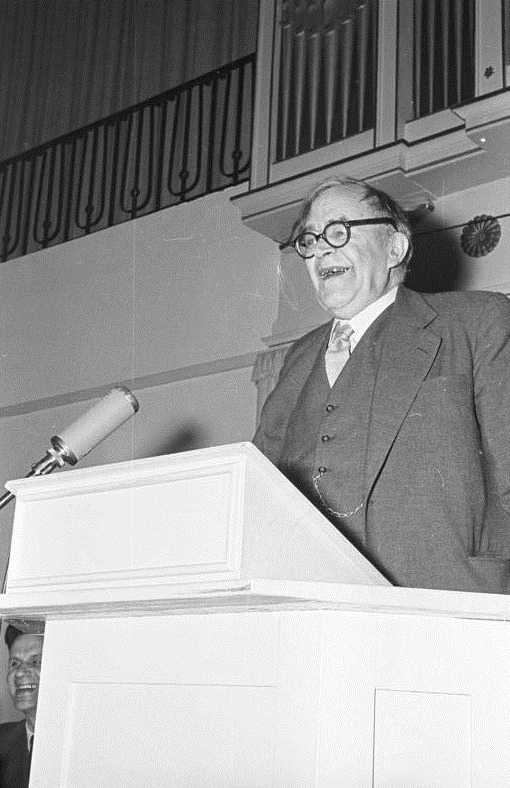
Karl Barth, muitas vezes considerado o maior teólogo protestante do século XX

Uma rejeição não fundamentalista do cristianismo liberal ao longo das linhas do existencialismo cristão de Søren Kierkegaard, que atacou as igrejas estatais hegelianas de sua época por "ortodoxia morta", a neo-ortodoxia está associada principalmente a Karl Barth, Jürgen Moltmann e Dietrich Bonhoeffer. A neo-ortodoxia procurou neutralizar a tendência da teologia liberal de fazer acomodações teológicas às perspectivas científicas modernas. Às vezes chamada de "teologia da crise", no sentido existencialista da palavra crise, também às vezes chamada de neo-evangelicalismo, que usa o sentido de "evangélico" pertencente aos protestantes europeus continentais ao invés do evangelicalismo americano. "Evangélico" era o rótulo originalmente preferido pelos luteranos e calvinistas, mas foi substituído pelos nomes que alguns católicos usaram para rotular uma heresia com o nome de seu fundador.
A paleo-ortodoxia é um movimento semelhante em alguns aspectos ao neo-evangelicalismo, mas enfatizando o antigo consenso cristão da igreja não dividida do primeiro milênio, incluindo em particular os primeiros credos e concílios da igreja como um meio de compreender adequadamente as escrituras. Este movimento é interdenominacional. Um teólogo proeminente neste grupo é Thomas Oden, um metodista.

### Fundamentalismo cristão
Em reação à crítica liberal da Bíblia, o fundamentalismo surgiu no século XX, principalmente nos Estados Unidos, entre as denominações mais afetadas pelo evangelicalismo. A teologia fundamentalista tende a enfatizar a inerrância e o literalismo bíblico.
No final do século XX, alguns tenderam a confundir evangelicalismo com fundamentalismo; no entanto, os rótulos representam diferenças muito distintas de abordagem que ambos os grupos são diligentes em manter, embora por causa do tamanho dramaticamente menor do fundamentalismo, muitas vezes seja classificado simplesmente como um ramo ultraconservador do evangelicalismo.

### Modernismo e liberalismo
O modernismo e o liberalismo não constituem escolas de teologia rigorosas e bem definidas, mas sim uma inclinação de alguns escritores e professores para integrar o pensamento cristão no espírito da era do Iluminismo. Novos entendimentos da história e das ciências naturais da época levaram diretamente a novas abordagens da teologia. Sua oposição ao ensino fundamentalista resultou em debates religiosos, como a controvérsia fundamentalista-Modernista dentro da Igreja Presbiteriana nos Estados Unidos da América na década de 1920.

## Cultura protestante

Catedral de Berlim, na Alemanha

Embora a Reforma fosse um movimento religioso, também teve um forte impacto em todos os outros aspectos da vida: casamento e família, educação, humanidades e ciências, ordem política e social, economia e artes. As igrejas protestantes rejeitam a ideia de um sacerdócio celibatário e, portanto, permitem que seu clero se case. Muitas de suas famílias contribuíram para o desenvolvimento das elites intelectuais em seus países. Desde cerca de 1950, as mulheres entraram no ministério e algumas assumiram posições de liderança (por exemplo, bispas), na maioria das igrejas protestantes.
Como os reformadores queriam que todos os membros da igreja pudessem ler a Bíblia, a educação em todos os níveis teve um forte impulso. Em meados do século XVIII, a taxa de alfabetização na Inglaterra era de cerca de 60%, na Escócia, 65% e na Suécia, oito em cada dez homens e mulheres eram capazes de ler e escrever. Faculdades e universidades foram fundadas. Por exemplo, os puritanos que estabeleceram a Colônia da Baía de Massachusetts em 1628 fundaram o Harvard College apenas oito anos depois. Cerca de uma dúzia de outras faculdades seguiram no século XVIII, incluindo Yale (1701). A Pensilvânia também se tornou um centro de aprendizado.
Membros de denominações protestantes tradicionais têm desempenhado papéis de liderança em muitos aspectos da vida estadunidense, incluindo política, negócios, ciência, artes e educação. Eles fundaram a maioria dos principais institutos de ensino superior do país.

### Ética de pensamento e trabalho

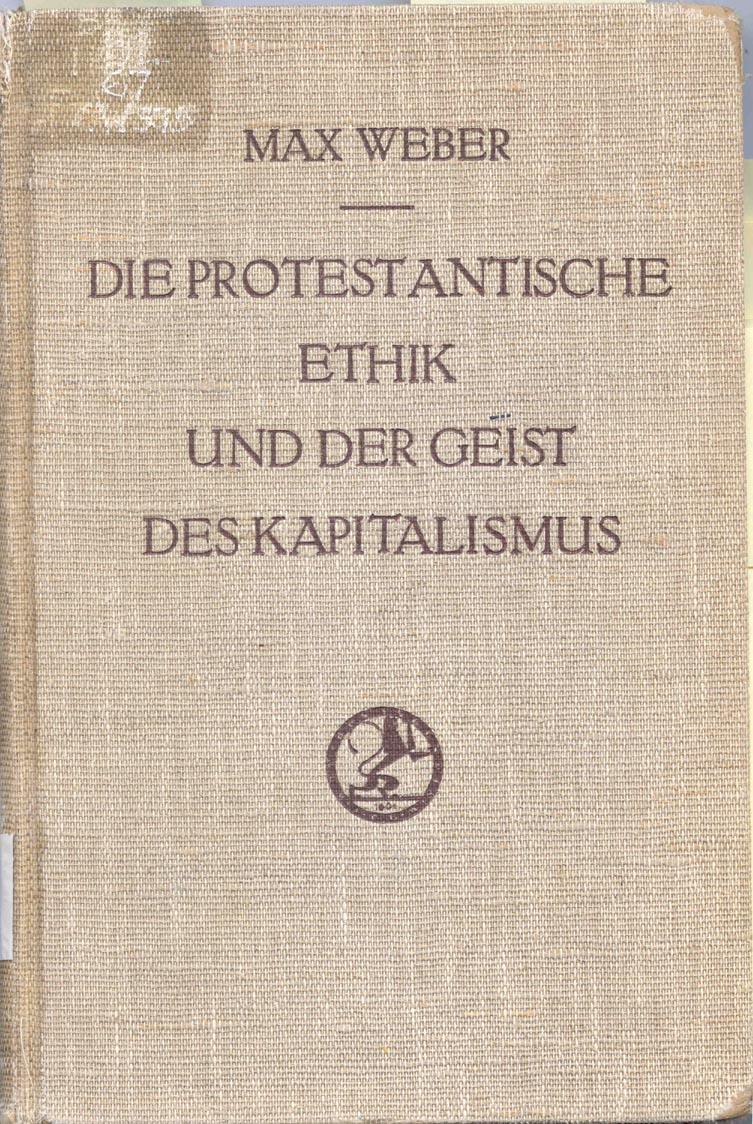
Capa da edição original em alemão de A Ética Protestante e o Espírito do Capitalismo.

O conceito protestante de Deus e do homem permite que os crentes usem todas as faculdades dadas por Deus, incluindo o poder da razão. Isso significa que eles podem explorar a criação de Deus e, de acordo com Gênesis 2:15, fazer uso dela de maneira responsável e sustentável. Assim, foi criado um clima cultural que intensificou enormemente o desenvolvimento das humanidades e das ciências . Outra consequência da compreensão protestante do homem é que os crentes, em gratidão por sua eleição e redenção em Cristo, devem seguir os mandamentos de Deus. Indústria, frugalidade, vocação, disciplina e um forte senso de responsabilidade estão no cerne de seu código moral. Em particular, Calvino rejeitou o luxo. Portanto, artesãos, industriais e outros empresários puderam reinvestir a maior parte de seus lucros nas máquinas mais eficientes e nos métodos de produção mais modernos, baseados no progresso das ciências e da tecnologia. Como resultado, a produtividade cresceu, o que levou a maiores lucros e permitiu que os empregadores pagassem salários mais altos. Dessa forma, a economia, as ciências e a tecnologia se reforçaram. A chance de participar do sucesso econômico das invenções tecnológicas foi um forte incentivo para inventores e investidores. A ética de trabalho protestante foi uma força importante por trás da ação de massa não planejada e descoordenada que influenciou o desenvolvimento do capitalismo e a Revolução Industrial . Essa ideia também é conhecida como "tese da ética protestante".
No entanto, o eminente historiador Fernand Braudel (m. 1985), líder da importante Escola dos Annales escreveu: “todos os historiadores se opuseram a esta tênue teoria [a Ética Protestante], embora não tenham conseguido se livrar dela de uma vez por todas. No entanto, é claramente falso. Os países do norte ocuparam o lugar que antes havia sido tão longa e brilhantemente ocupado pelos antigos centros capitalistas do Mediterrâneo. Eles não inventaram nada, seja em tecnologia ou gestão de negócios." Além disso, o cientista social Rodney Stark comenta que "durante seu período crítico de desenvolvimento econômico, esses centros do norte do capitalismo eram católicos, não protestantes — a Reforma ainda estava no futuro", enquanto o historiador britânico Hugh Trevor-Roper (d. 2003) disse: "A ideia de que o capitalismo industrial em grande escala era ideologicamente impossível antes da Reforma é explodida pelo simples fato de que ele já  existia".
Em uma análise fatorial da última onda de dados do World Values Survey (WVS), Arno Tausch descobriu que o protestantismo parece estar muito próximo de combinar a religião e as tradições do liberalismo. O Índice de Desenvolvimento de Valor Global, calculado por Tausch, baseia-se nas dimensões da WVS, como confiança no Estado de direito, nenhum apoio à economia informal, ativismo pós-material, apoio à democracia, não aceitação da violência, xenofobia e racismo, confiança no capital transnacional e nas universidades, confiança na economia de mercado, apoio à justiça de gênero e engajamento no ativismo ambiental, etc.
Episcopais e presbiterianos, bem como outros WASPs, tendem a ser consideravelmente mais ricos e melhor educados (tendo graduação e pós-graduação per capita) do que a maioria dos outros grupos religiosos nos Estados Unidos e estão desproporcionalmente representados no níveis superiores dos negócios, direito e política estadunidenses, especialmente o Partido Republicano. Várias das famílias estadunidenses mais ricas e afluentes, como os Vanderbilts, os Astors, os Rockefeller, os Du Pont, os Roosevelt, os Forbes, os Whitneys, os Morgans e os Harrimans são famílias protestantes tradicionais.

### Ciência

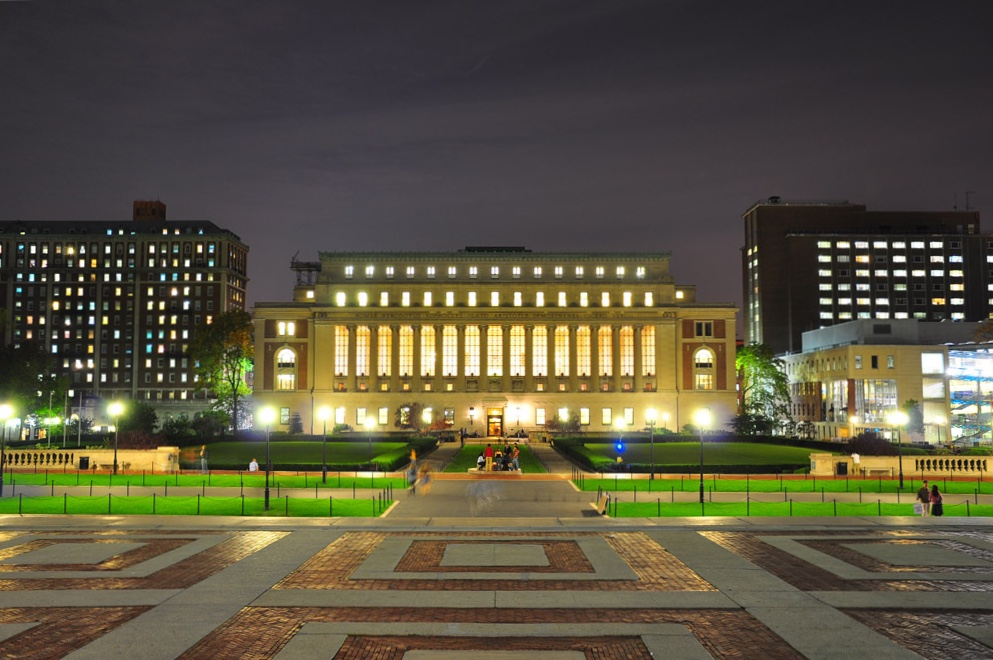
Universidade Columbia, estabelecida pela Igreja da Inglaterra

O protestantismo teve uma influência importante na ciência. De acordo com a Tese de Merton, havia uma correlação positiva entre o surgimento do puritanismo inglês e do pietismo alemão, de um lado, e a ciência experimental inicial, do outro. A Tese de Merton tem duas partes distintas: em primeiro lugar, apresenta uma teoria de que a ciência muda devido ao acúmulo de observações e ao aprimoramento da técnica e metodologia experimental; em segundo lugar, apresenta o argumento de que a popularidade da ciência na Inglaterra do século XVII e a demografia religiosa da Royal Society (os cientistas ingleses da época eram predominantemente puritanos ou outros protestantes) pode ser explicada por uma correlação entre o protestantismo e os valores científicos. Merton se concentrou no puritanismo inglês e no pietismo alemão como responsáveis pelo desenvolvimento da Revolução Científica dos séculos XVII e XVIII. Ele explicou que a conexão entre afiliação religiosa e interesse pela ciência era o resultado de uma sinergia significativa entre os valores protestantes ascéticos e aqueles da ciência moderna. Os valores protestantes encorajaram a pesquisa científica ao permitir que a ciência identificasse a influência de Deus no mundo—sua criação—e assim fornecer uma justificativa religiosa para a pesquisa científica.
De acordo com a obra Elite Científica: Prêmios Nobel nos Estados Unidos de Harriet Zuckerman, uma revisão dos prêmios Nobel concedidos a estadunidenses entre 1901 e 1972, 72% dos ganhadores se identificaram como de origem protestante. No geral, 84% de todos os prêmios Nobel concedidos aos estadunidenses em química, 60% em medicina e 59% em física entre 1901 e 1972 foram ganhos por protestantes.
De acordo com 100 Anos do Prêmio Nobel (2005), uma revisão dos prêmios Nobel concedidos entre 1901 e 2000, 65% dos ganhadores do Prêmio Nobel, identificaram o cristianismo, em suas várias formas, como sua preferência religiosa (423 prêmios). Enquanto 32% se identificaram com o protestantismo em suas várias formas (208 prêmios), embora os protestantes representem 12% a 13% da população mundial.

### Governo
Na Idade Média, a Igreja e as autoridades do mundo eram intimamente relacionadas. Mas Martinho Lutero separou os reinos religiosos e mundanos em princípio (doutrina dos dois reinos). Os crentes eram obrigados a usar a razão para governar a esfera mundana de uma forma ordeira e pacífica. A doutrina de Lutero do sacerdócio de todos os crentes elevou consideravelmente o papel dos leigos na igreja. Os membros de uma congregação tinham o direito de eleger um ministro e, se necessário, de votar pela sua demissão (Tratado Sobre o direito e autoridade de uma assembleia ou congregação cristã para julgar todas as doutrinas e chamar, instalar e demitir professores, conforme testemunhado nas Escrituras; 1523). Calvino fortaleceu esta abordagem basicamente democrática ao incluir leigos eleitos (anciãos da igreja, presbíteros) em seu governo representativo da igreja. Os huguenotes acrescentaram sínodos regionais e um sínodo nacional, cujos membros eram eleitos pelas congregações, ao sistema de governo autônomo da igreja de Calvino. Este sistema foi assumido por outras igrejas reformadas e foi adotado por alguns luteranos, começando com aqueles em Jülich-Cleves-Berg durante o século XVII.
Politicamente, Calvino favorecia uma mistura de aristocracia e democracia. Ele apreciava as vantagens da democracia: "É um dom inestimável, se Deus permite que um povo elege livremente suas próprias autoridades e senhores". Calvino também pensava que os governantes terrenos perdem seu direito divino e devem ser humilhados quando se levantarem contra Deus. Para proteger ainda mais os direitos das pessoas comuns, Calvino sugeriu separar os poderes políticos em um sistema de pesos e contrapesos (separação de poderes). Assim, ele e seus seguidores resistiram ao absolutismo político e pavimentaram o caminho para o surgimento da democracia moderna. Além da Inglaterra, os Países Baixos foram, sob a liderança calvinista, o país mais livre da Europa nos séculos XVII e XVIII. Concedeu asilo a filósofos como Baruch Spinoza e Pierre Bayle. Hugo Grotius foi capaz de ensinar sua teoria da lei natural e uma interpretação relativamente liberal da Bíblia.
Consistente com as ideias políticas de Calvino, os protestantes criaram as democracias inglesa e estadunidense. Na Inglaterra do século XVII, as pessoas e eventos mais importantes nesse processo foram a Guerra Civil Inglesa, Oliver Cromwell, John Milton, John Locke, a Revolução Gloriosa, a Declaração de Direitos Inglesa e o Ato de Liquidação. Mais tarde, os britânicos levaram seus ideais democráticos para suas colônias, por exemplo Austrália, Nova Zelândia e Índia. Na América do Norte, na Colônia de Plymouth (peregrinos; 1620) e na Colônia da Baía de Massachusetts (1628) praticavam o autogoverno democrático e a separação de poderes. Esses congregacionalistas estavam convencidos de que a forma democrática de governo era a vontade de Deus. O Pacto do Mayflower foi um contrato social.

### Direitos e liberdade

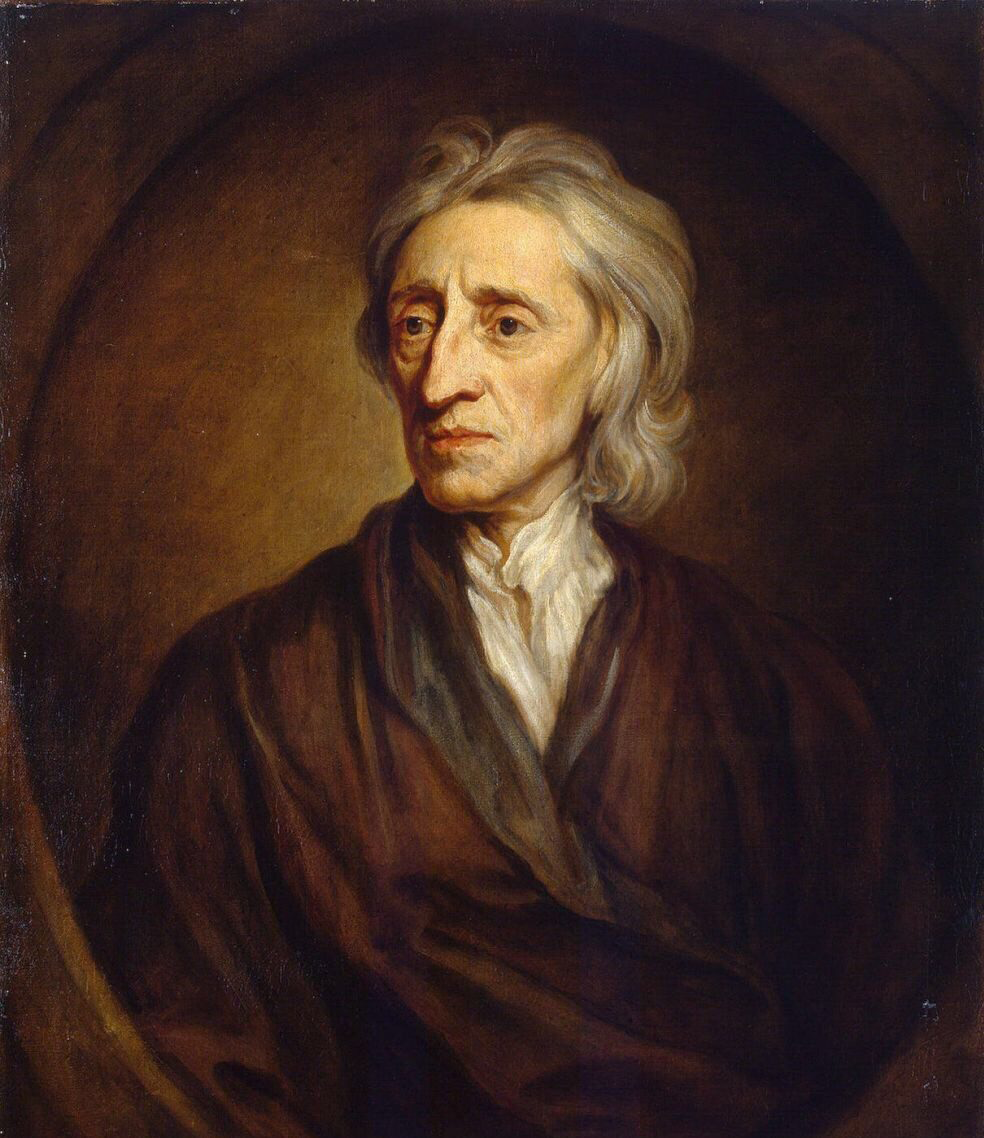
O filósofo iluminista John Locke defendeu a consciência individual, livre do controle do Estado

Os protestantes também tomaram a iniciativa de defender a liberdade religiosa. A liberdade de consciência tinha alta prioridade nas agendas teológicas, filosóficas e políticas, uma vez que Lutero se recusou a retratar suas crenças antes da Dieta do Sacro Império Romano em Worms (1521). Em sua opinião, a fé era uma obra gratuita do Espírito Santo e, portanto, não podia ser imposta a uma pessoa. Os perseguidos anabatistas e huguenotes exigiam liberdade de consciência e praticavam a separação entre a igreja e o Estado. No início do século XVII, batistas como John Smyth e Thomas Helwys publicaram tratados em defesa da liberdade religiosa. Seu pensamento influenciou a postura de John Milton e John Locke sobre a tolerância. Sob a liderança do batista Roger Williams, do congregacionalista Thomas Hooker e do quaker William Penn, respectivamente, Rhode Island, Connecticut e Pensilvânia combinaram constituições democráticas com liberdade de religião. Essas colônias se tornaram refúgios seguros para as minorias religiosas perseguidas, incluindo judeus. A Declaração de Independência, a Constituição e a Declaração de Direitos Humanos dos Estados Unidos, com seus direitos humanos fundamentais tornaram essa tradição permanente ao conferir-lhe uma estrutura jurídica e política. A grande maioria dos protestantes estadunidenses, tanto clérigos quanto leigos, apoiava fortemente o movimento de independência. Todas as principais igrejas protestantes foram representadas no Primeiro e no Segundo Congressos Continentais. Nos séculos XIX e XX, a democracia estadunidense se tornou um modelo para vários outros países e regiões em todo o mundo (por exemplo, América Latina, Japão e Alemanha). O elo mais forte entre as revoluções Americana e Francesa era o marquês de Lafayette, um fervoroso defensor dos princípios constitucionais estadunidenses. A Declaração Francesa dos Direitos do Homem e do Cidadão foi baseada principalmente no esboço deste documento por Lafayette. A Declaração das Nações Unidas e a Declaração Universal dos Direitos Humanos também ecoam a tradição constitucional estadunidense.
Democracia, teoria do contrato social, separação de poderes, liberdade religiosa, separação entre igreja e Estado — essas conquistas da Reforma e do protestantismo inicial foram elaboradas e popularizadas por pensadores iluministas. Alguns dos filósofos do Iluminismo inglês, escocês, alemão e suíço—Thomas Hobbes, John Locke, John Toland, David Hume, Gottfried Wilhelm Leibniz, Christian Wolff, Immanuel Kant e Jean-Jacques Rousseau—tiveram origens protestantes. Por exemplo, John Locke, cujo pensamento político foi baseado em "um conjunto de suposições cristãs protestantes", derivou a igualdade de todos os humanos, incluindo a igualdade dos gêneros ("Adão e Eva"), de Gênesis 1, 26 –28. Como todas as pessoas foram criadas igualmente livres, todos os governos precisavam "do consentimento dos governados".
Além disso, outros direitos humanos foram defendidos por alguns protestantes. Por exemplo, a tortura foi abolida na Prússia em 1740, a escravidão no Reino Unido em 1834 e nos Estados Unidos em 1865 ( William Wilberforce, Harriet Beecher Stowe, Abraham Lincoln—contra os protestantes do Sul). Hugo Grotius e Samuel Pufendorf estiveram entre os primeiros pensadores que deram contribuições significativas ao direito internacional. A Convenção de Genebra, uma parte importante do direito internacional humanitário, foi em grande parte obra de Henry Dunant, um pietista reformado. Ele também fundou a Cruz Vermelha.

### Ensino social
Os protestantes fundaram hospitais, lares para deficientes ou idosos, instituições educacionais, organizações que dão ajuda a países em desenvolvimento e outras agências de bem-estar social. No século XIX, em todo o mundo anglo-americano, vários membros dedicados de todas as denominações protestantes foram ativos em movimentos de reforma social, como a abolição da escravatura, reformas penitenciárias e sufrágio feminino. Como resposta à "questão social" do século XIX, a Alemanha, sob o chanceler Otto von Bismarck, introduziu programas de seguro que abriram caminho para o estado de bem-estar social (seguro saúde, seguro contra acidentes, seguro por invalidez, pensões por velhice). Para Bismarck, isso era "cristianismo prático". Esses programas também foram copiados por muitas outras nações, especialmente no mundo ocidental. A Associação Cristã de Jovens foi fundada pelo congregacionalista George Williams, com o objetivo de capacitar os jovens.

## Respostas católicas

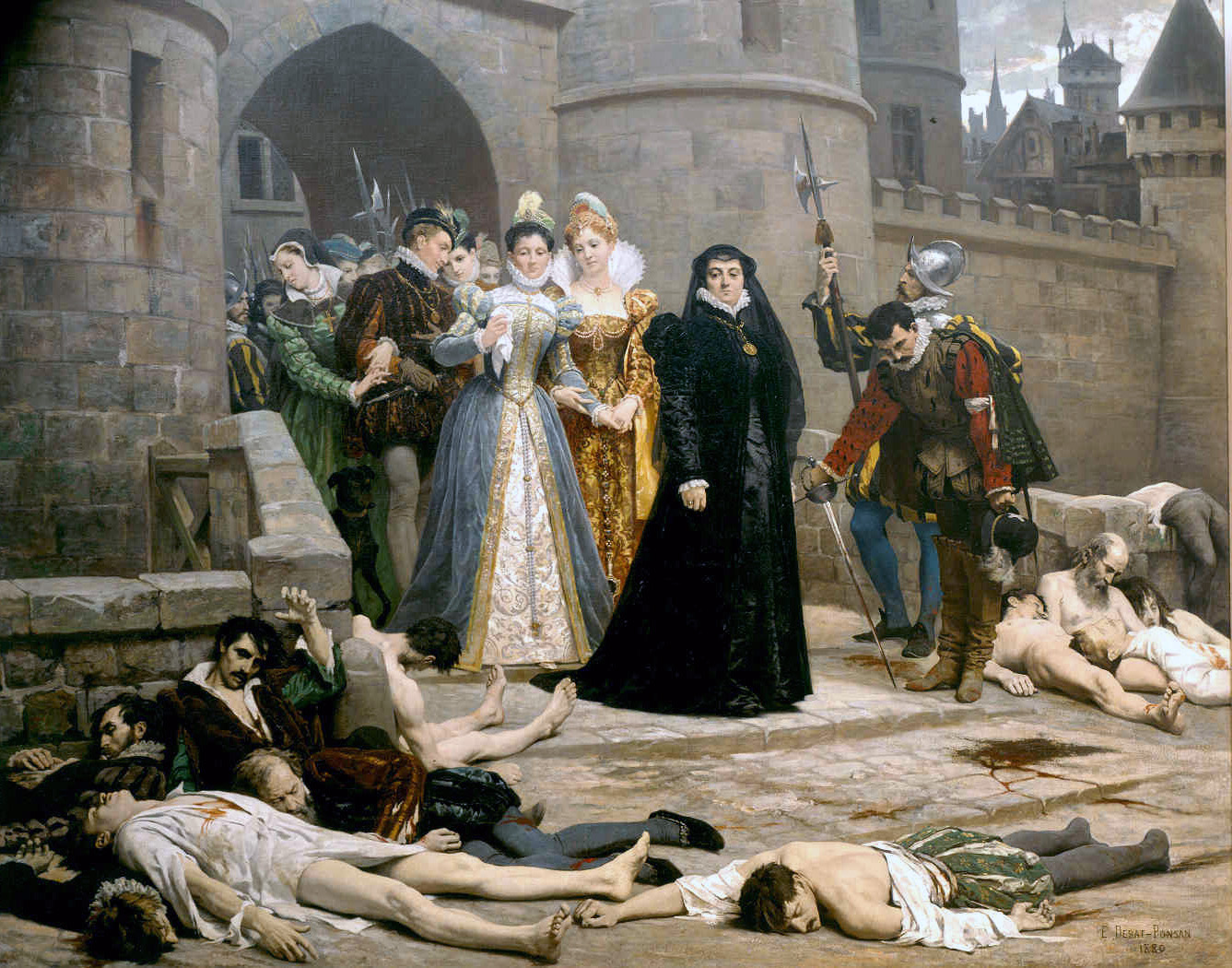
Catarina de Médici observa os corpos de protestantes após o Massacre da noite de São Bartolomeu, em 1572, o auge das Guerras Religiosas na França. Pintura francesa de 1880.

A visão da Igreja Católica é que as denominações protestantes não podem ser consideradas igrejas, mas sim que são comunidades eclesiais ou comunidades religiosas específicas, porque suas ordenanças e doutrinas não são historicamente iguais aos sacramentos e dogmas católicos, sendo que as comunidades protestantes não têm sacerdócio ministerial sacramental e, portanto, carece de verdadeira sucessão apostólica. De acordo com o bispo Hilarion Alfeyev, a Igreja Ortodoxa Oriental compartilha da mesma opinião sobre o assunto.
Ao contrário de como os reformadores protestantes foram frequentemente caracterizados, o conceito de uma Igreja católica ou universal não foi posto de lado durante a Reforma Protestante. Pelo contrário, a unidade visível da Igreja era vista pelos reformadores protestantes como uma doutrina importante e essencial da Reforma. Os reformadores magisteriais, como Martinho Lutero, João Calvino e Huldrych Zwingli, acreditavam que estavam reformando a Igreja Católica, que consideravam corrompida. Cada um deles levou muito a sério essas acusações de cisma, negando-as e afirmando que foi a Igreja Católica que lhes deixou. Os reformadores protestantes formaram uma opinião teológica nova e radicalmente diferente sobre a eclesiologia, de que a Igreja visível é "católica" ("c" minúsculo) ao invés de "Católica" ("C" maiúsculo). Consequentemente, não há um número indefinido de igrejas paroquiais, congregacionais ou nacionais, constituindo, por assim dizer, tantas individualidades eclesiásticas, mas uma grande república espiritual da qual essas várias organizações fazem parte, embora cada uma delas têm opiniões muito diferentes. Isso estava muito distante do entendimento católico tradicional e histórico de que a Igreja Católica Romana era a única e verdadeira Igreja de Cristo.
Ainda assim, no entendimento protestante, a Igreja visível não é um gênero, por assim dizer, com tantas espécies sob ela. A fim de justificar sua saída da Igreja Católica, os protestantes muitas vezes postulavam um novo argumento, dizendo que não havia uma Igreja visível real com autoridade divina, apenas uma igreja espiritual, invisível e oculta — essa noção começou nos primeiros dias da Reforma Protestante. Existem protestantes, especialmente da tradição reformada, que rejeitam ou minimizam a designação protestante por causa da ideia negativa que a palavra invoca além de seu significado primário, preferindo a designação reformado, evangélico ou mesmo católicos reformados expressivos do que eles chamam de catolicismo reformado e defendendo seus argumentos das confissões protestantes tradicionais.

## Ecumenismo
O movimento ecumênico influenciou as igrejas tradicionais, começando pelo menos em 1910 com a Conferência Missionária de Edimburgo. Suas origens estão no reconhecimento da necessidade de cooperação no campo missionário na África, Ásia e Oceania. Desde 1948, o Conselho Mundial de Igrejas tem sido influente, mas ineficaz na criação de uma igreja unida. Existem também órgãos ecumênicos em nível regional, nacional e local em todo o mundo; mas os cismas ainda superam em muito as unificações. Uma, mas não a única expressão do movimento ecumênico, foi o movimento para formar igrejas unidas, como a Igreja do Sul da Índia, a Igreja do Norte da Índia , a Igreja Unida de Cristo com sede nos Estados Unidos, a Igreja Unida do Canadá, a Igreja Unida na Austrália e a Igreja Unida de Cristo nas Filipinas, que têm diminuído rapidamente o número de membros. Tem havido um forte envolvimento das igrejas ortodoxas no movimento ecumênico, embora a reação de teólogos ortodoxos individuais tenha variado da aprovação provisória do objetivo da unidade cristã à condenação total do efeito percebido de diluir a doutrina ortodoxa.
Um batismo protestante é considerado válido pela Igreja Católica se dado com a fórmula trinitária e com a intenção de batizar. No entanto, como a ordenação de ministros protestantes não é reconhecida devido à falta de sucessão apostólica e à desunião da Igreja Católica, todos os outros sacramentos (exceto o casamento) realizados por denominações protestantes e ministros não são reconhecidos como válidos. Portanto, os protestantes que desejam comunhão plena com a Igreja Católica não são batizados novamente (embora sejam confirmados) e os ministros protestantes que se tornam católicos podem ser ordenados ao sacerdócio após um período de estudo.
Em 1999, os representantes da Federação Luterana Mundial e da Igreja Católica assinaram a Declaração Conjunta sobre a Doutrina da Justificação, aparentemente resolvendo o conflito sobre a natureza da justificação que estava na raiz da Reforma Protestante, embora os luteranos confessionais rejeitem essa declaração. Isso é compreensível, uma vez que não há nenhuma autoridade convincente dentro deles. Em 18 de julho de 2006, os delegados da Conferência Metodista Mundial votaram unanimemente para adotar a Declaração Conjunta.

## Demografia
São mais de 900 milhões de protestantes em todo o mundo,  entre aproximadamente 2,4 bilhões de cristãos. Em 2010, um total de mais de 800 milhões de pessoas, incluídos 300 milhões na África Subsaariana, 260 milhões nas Américas, 140 milhões na região Ásia-Pacífico, 100 milhões na Europa e 2 milhões no Oriente Médio e Norte da África. Os protestantes representam quase 40% dos cristãos em todo o mundo e mais de um décimo do total da população humana. Várias estimativas colocam a porcentagem de protestantes em relação ao número total de cristãos do mundo em 33%, 36%, 36,7%, e 40%, enquanto em relação à população mundial em 11,6% e 13%.
Nos países europeus que foram profundamente influenciados pela Reforma, o protestantismo ainda é a religião mais praticada. Isso inclui os países nórdicos e o Reino Unido. Em outras fortalezas protestantes históricas, como Alemanha, Países Baixos, Suíça, Letônia e Estônia, continua sendo uma das religiões mais populares. Embora a República Tcheca tenha sido o local de um dos movimentos pré-reforma mais significativos, existem apenas alguns aderentes protestantes no país; principalmente devido a razões históricas, como perseguição aos protestantes pelos Habsburgos católicos, restrições durante o regime comunista e também a secularização. Nas últimas décadas, a prática religiosa diminuiu à medida que a secularização aumentou. De acordo com um estudo de 2019 sobre religiosidade na União Europeia em 2019 pelo Eurobarômetro, os protestantes representavam 9% da população da UE. De acordo com o Pew Research Center, os protestantes constituíam quase um quinto (ou 18%) da população cristã do continente em 2010. Clarke e Beyer estimam que os protestantes constituíam 15% de todos os europeus em 2009, enquanto Noll afirma que menos de 12% deles viviam na Europa em 2010.
As mudanças no protestantismo mundial no último século foram significativas. Desde 1900, o protestantismo se espalhou rapidamente na África, Ásia, Oceania e América Latina. Isso fez com que o protestantismo fosse chamado de religião principalmente não ocidental. Grande parte do crescimento ocorreu após a Segunda Guerra Mundial, quando ocorreu a descolonização da África e a abolição de várias restrições contra os protestantes nos países latino-americanos. De acordo com uma fonte, os protestantes constituíam, respectivamente, 2,5%, 2%, 0,5% dos latino-americanos, africanos e asiáticos. Em 2000, a porcentagem de protestantes nos continentes mencionados era de 17%, mais de 27% e 6%, respectivamente. De acordo com Mark A. Noll, 79% dos anglicanos viviam no Reino Unido em 1910, enquanto a maior parte do restante foi encontrada nos Estados Unidos e em toda a Comunidade Britânica. Em 2010, 59% dos anglicanos estavam na África. Em 2010, mais protestantes viviam na Índia do que no Reino Unido ou na Alemanha, enquanto os protestantes no Brasil representavam tantas pessoas quanto os protestantes no Reino Unido e na Alemanha juntos. Quase tantos viviam na Nigéria e na China quanto em toda a Europa. A China, aliás, abriga a maior minoria protestante do mundo.

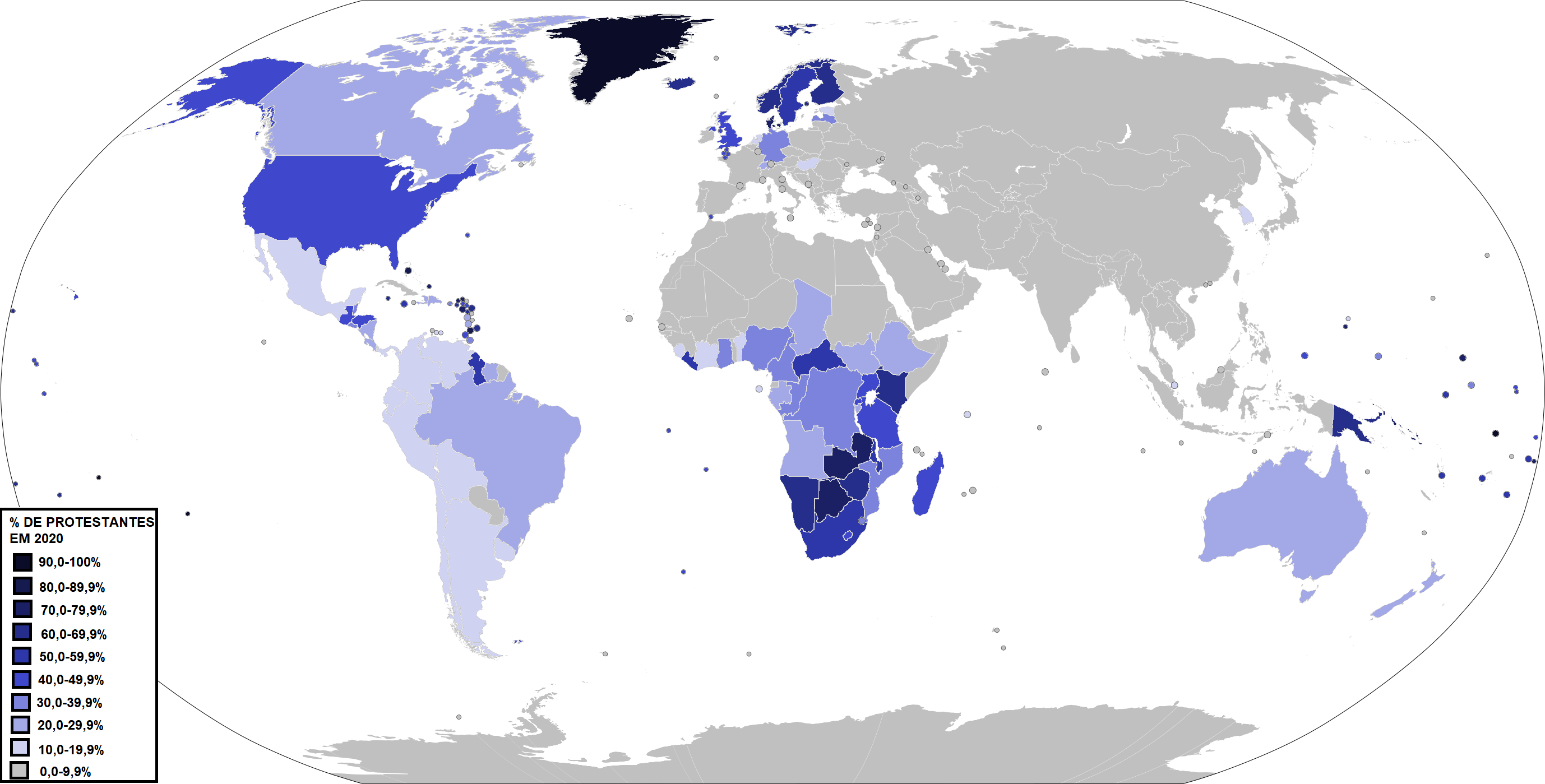
Percentual de protestantes por país em 2020.

O protestantismo está crescendo na África, Ásia, América Latina, e na Oceania, enquanto está em declínio na América Anglo-Saxônica e Europa, com algumas exceções, como a França, onde foi erradicado após a abolição do Édito de Nantes pelo Édito de Fontainebleau e a perseguição seguinte aos huguenotes, mas agora é considerado estável em número ou mesmo crescendo ligeiramente. De acordo com alguns, a Rússia é outro país que viu um avivamento protestante.
Em 2010, as maiores famílias denominacionais protestantes eram, historicamente, denominações pentecostais (11%), anglicanas (11%), luteranas (10%), batistas (9%), igrejas unidas (uniões de diferentes denominações) (7%), presbiterianos ou reformados (7%), metodistas (3%), adventistas (3%), congregacionalistas (1%), Irmãos (1%), Exército de Salvação (<1%) e morávios (<1%). Outras denominações representaram 38% dos protestantes.
Os Estados Unidos abrigam aproximadamente 20% dos protestantes. De acordo com um estudo de 2012, a parcela protestante da população estadunidense caiu para 48%, encerrando assim seu status de religião majoritária pela primeira vez. O declínio é atribuído principalmente à queda do número de membros das igrejas protestantes clássicas enquanto as igrejas evangélicas protestantes e negras estão estáveis ou continuam a crescer.
Em 2050, o protestantismo deverá crescer para pouco mais da metade da população cristã total do mundo. De acordo com outros especialistas como Hans J. Hillerbrand, os protestantes serão tão numerosos quanto os católicos. De acordo com Mark Jürgensmeyer, da Universidade da Califórnia, o protestantismo popular é o movimento religioso mais dinâmico do mundo contemporâneo, ao lado do islamismo ressurgente.

### Movimentos relacionados
- Cristadelfianos
- Testemunhas de Jeová
- Movimento dos Santos dos Últimos Dias
- Judaísmo messiânico
- Restauracionismo
- Swedenborgianismo
- Universalismo